# Saison 2015 de l'équipe de France espoirs de cyclisme sur route
La saison 2015 de l'équipe de France espoirs de cyclisme sur route comprend également la Polynormande et le Tour du Doubs faits sous l'appellation Équipe nationale de France amateurs. L'équipe est dirigée par Pierre-Yves Chatelon. Julien Thollet, qui dirige l'équipe de France juniors, prend en charge l'équipe lors des championnats d'Europe sur route de Tartu en Estonie.

## Préparation de la saison 2015

### Arrivées et départs
Au niveau des départs par rapport à la saison précédente, l'équipe renouvelle ses coureurs puisqu'une partie d'entre eux, les plus en vue en 2014, comme Thomas Boudat, Loïc Chetout, Quentin Jauregui, Pierre Latour, Jérémy Leveau et Marc Sarreau passent chez les professionnels. D'autres ne sont plus sélectionnés à cause de leurs âges respectifs comme Julien Bernard, François Bidard, Romain Combaud et Cédric Delaplace.
Pour les principales arrivées, Pierre-Yves Chatelon s'appuyera surtout sur Franck Bonnamour, Thibault Ferasse, Marc Fournier, Élie Gesbert, Fabien Grellier, Adrien Legros, Yoän Vérardo et Léo Vincent pour cette année 2015.

### Objectifs
Un des principaux objectifs de l'équipe de France est de remporter la Coupe des Nations espoirs comme elle l'a fait en 2009, 2011, 2012 et 2013. Pour cela elle se doit de briller sur les sept manches que sont le Tour des Flandres espoirs, la Côte picarde, le ZLM Tour, qui passe en course par étapes, la Course de la Paix espoirs, le Trophée Almar, nouvelle course, le championnat d'Europe sur route de course en ligne de Tartu en Estonie et le Tour de l'Avenir. Le but également de l'équipe est de faire progresser ses coureurs lors des courses les plus relevées pour qu'ils passent ensuite courir chez les professionnels comme leurs prédécesseurs.

## Déroulement de la saison

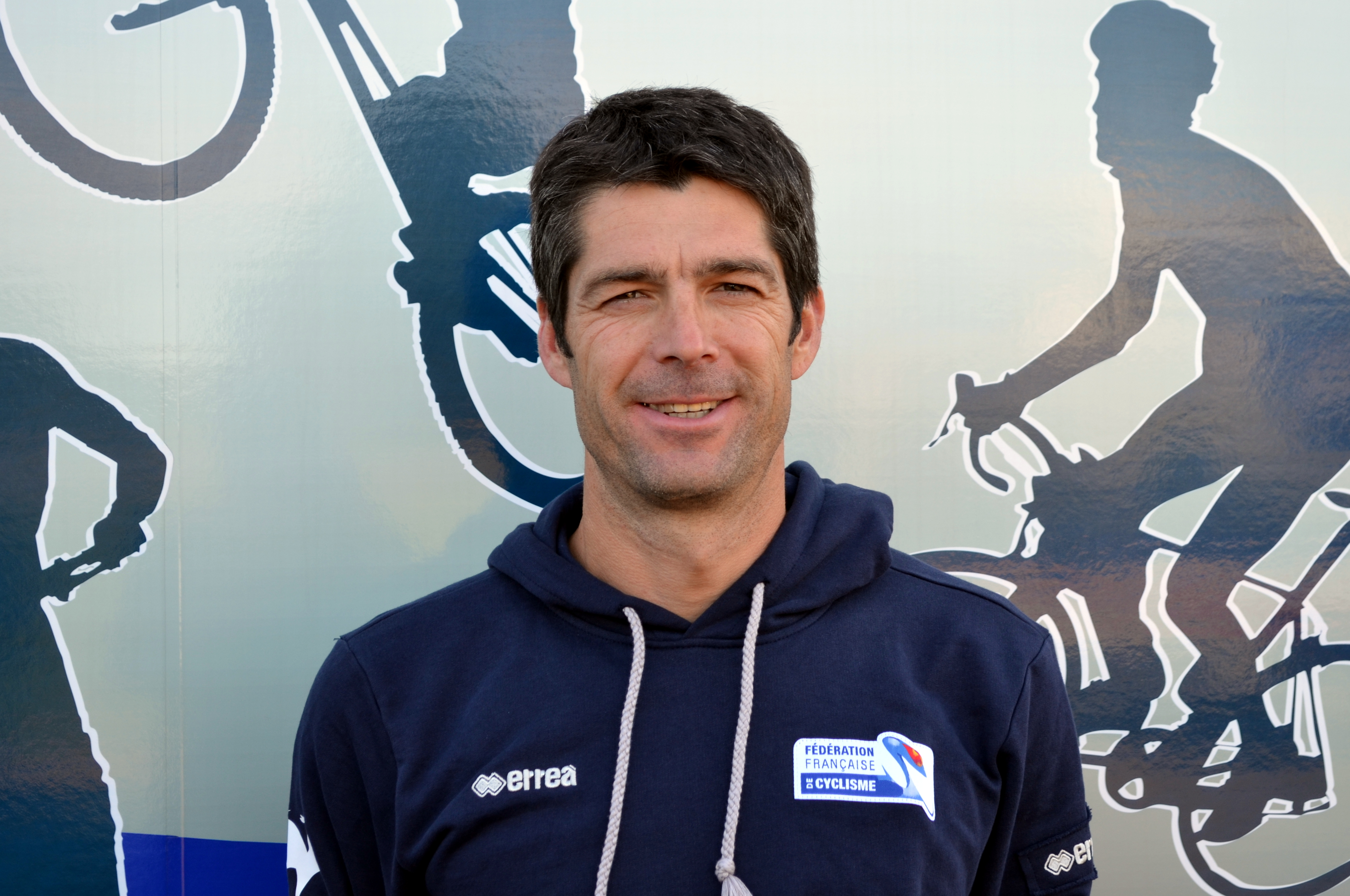
Pierre-Yves Chatelon, sélectionneur de l'équipe de France espoirs depuis 2014.

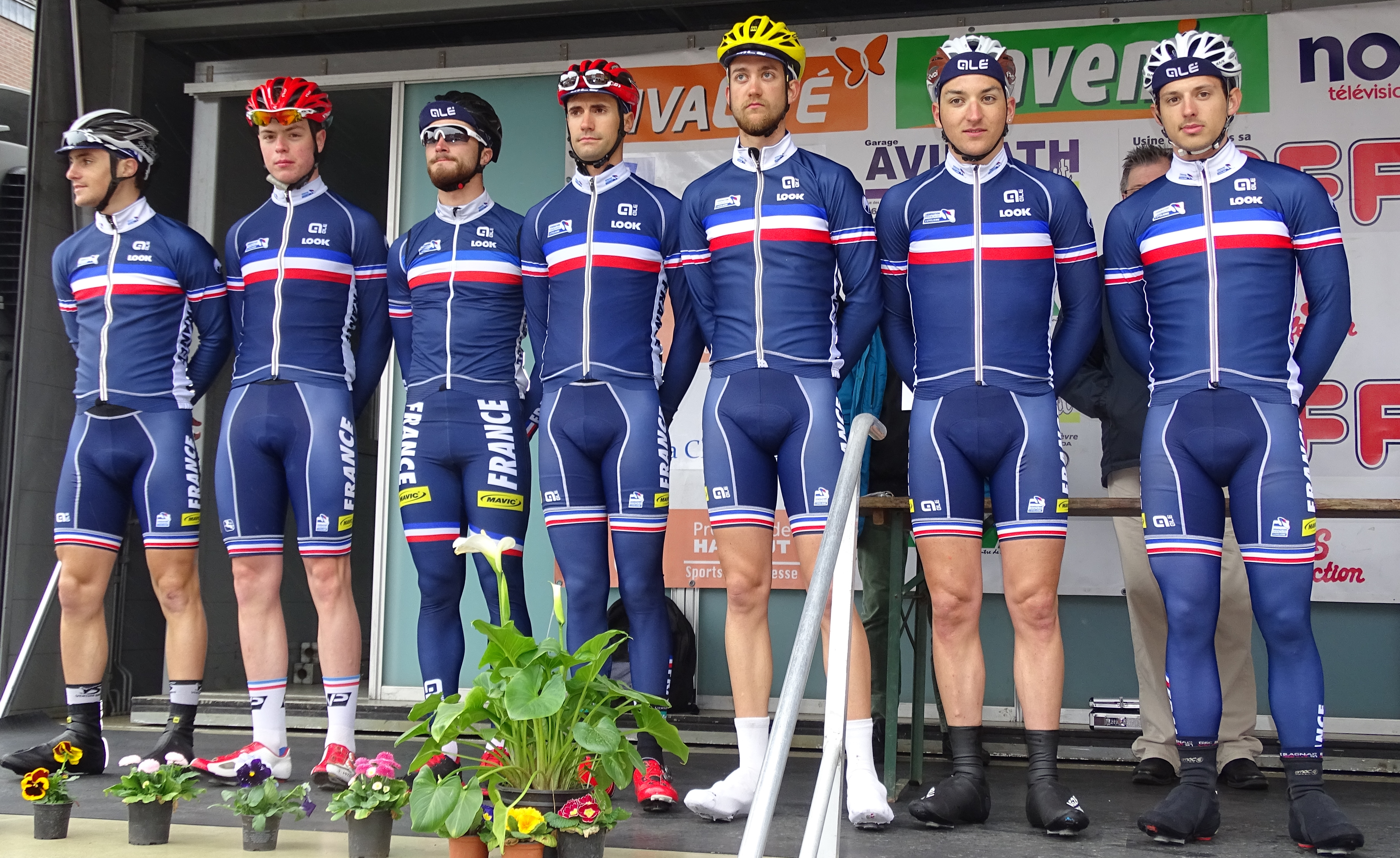
Franck Bonnamour, Rémi Cavagna, Marc Fournier, Fabien Grellier, Thibault Nuns, Nans Peters et Yoän Vérardo lors de la 1re étape du Triptyque des Monts et Châteaux.

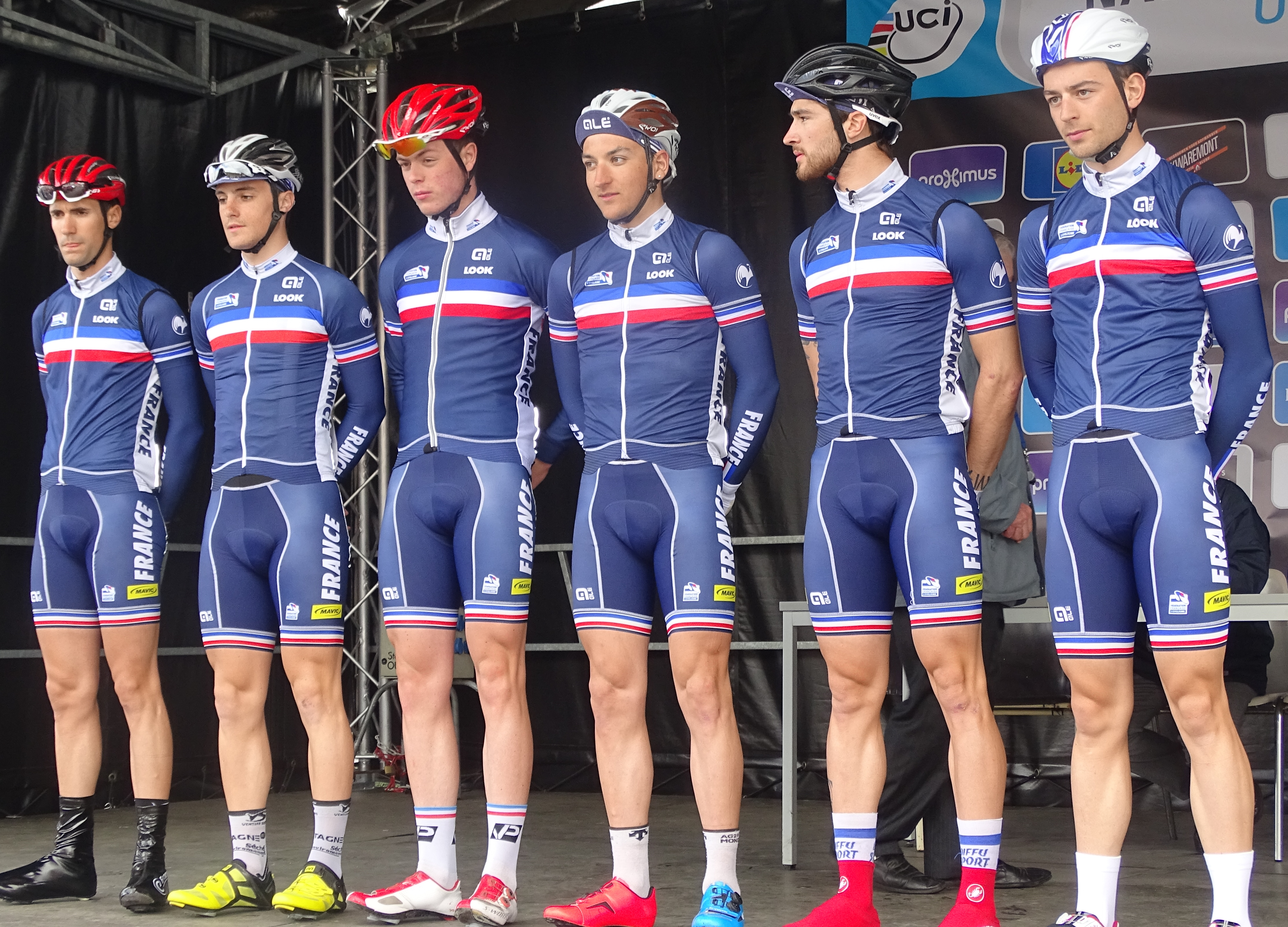
Fabien Grellier, Franck Bonnamour, Rémi Cavagna, Nans Peters, Marc Fournier et Dylan Kowalski lors du Tour des Flandres espoirs.

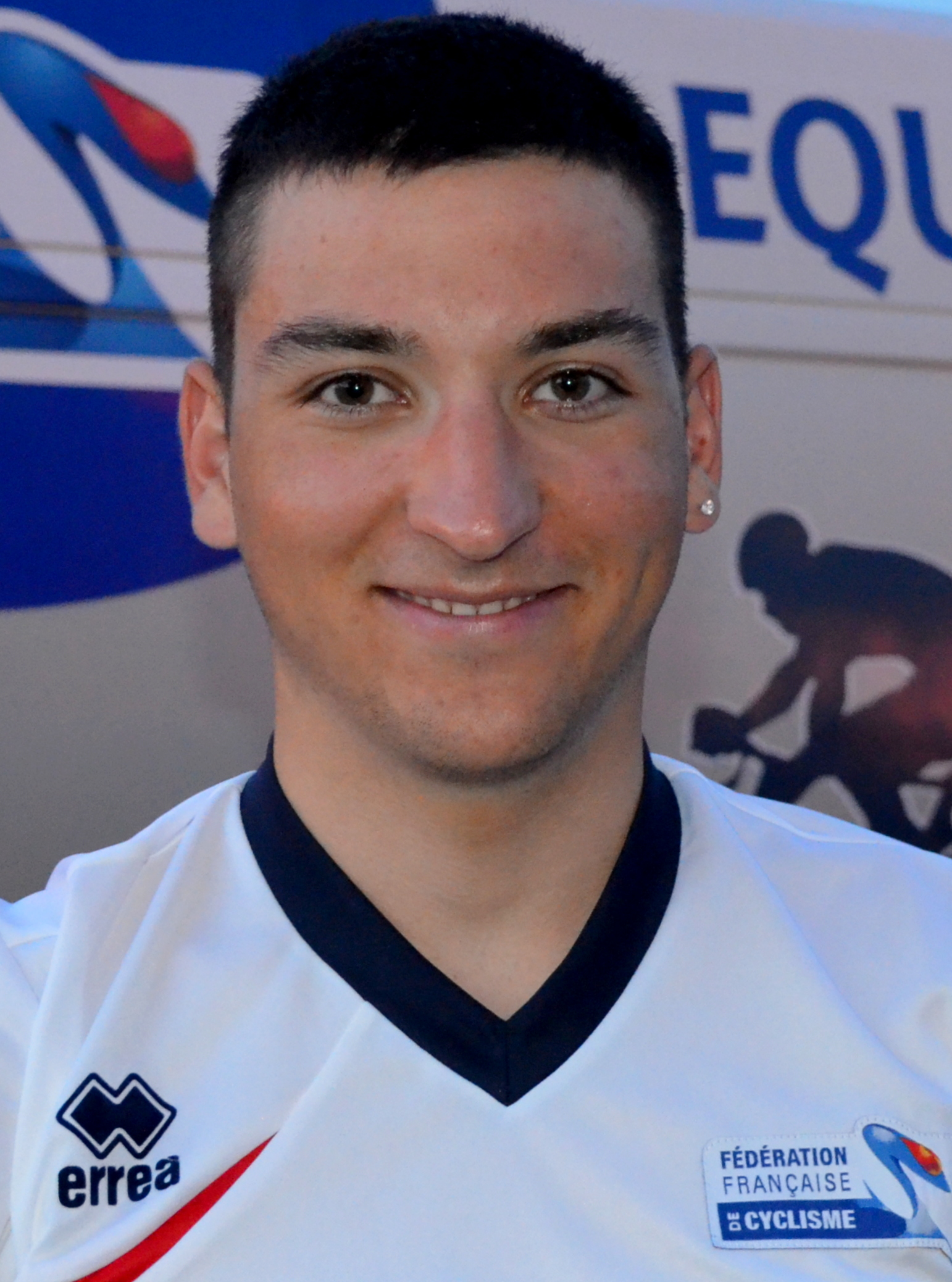
Nans Peters au soir du prologue du Tour de l'Ain.

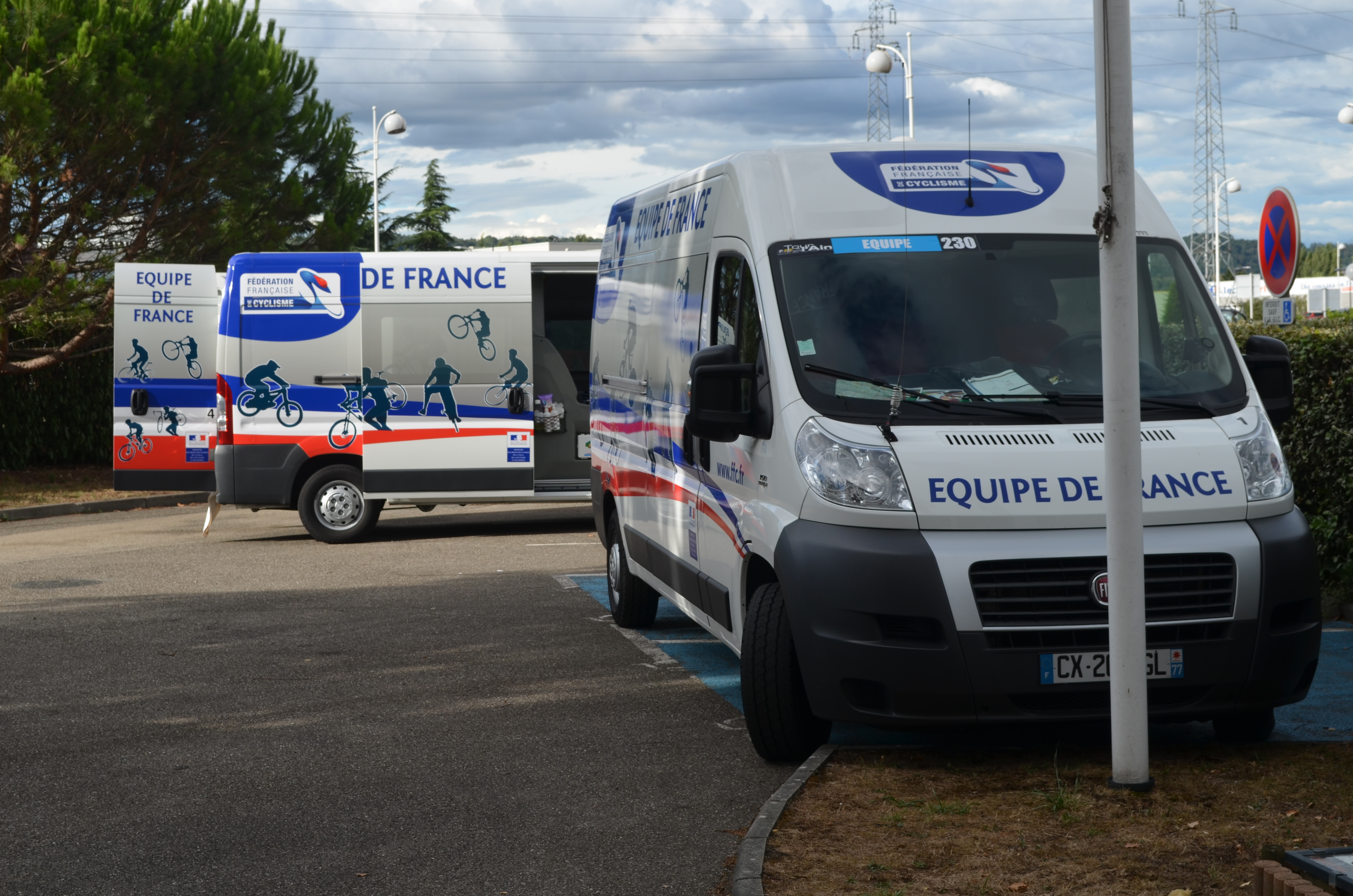
Deux véhicules de l'équipe présent lors de la 3e étape du Tour de l'Ain.

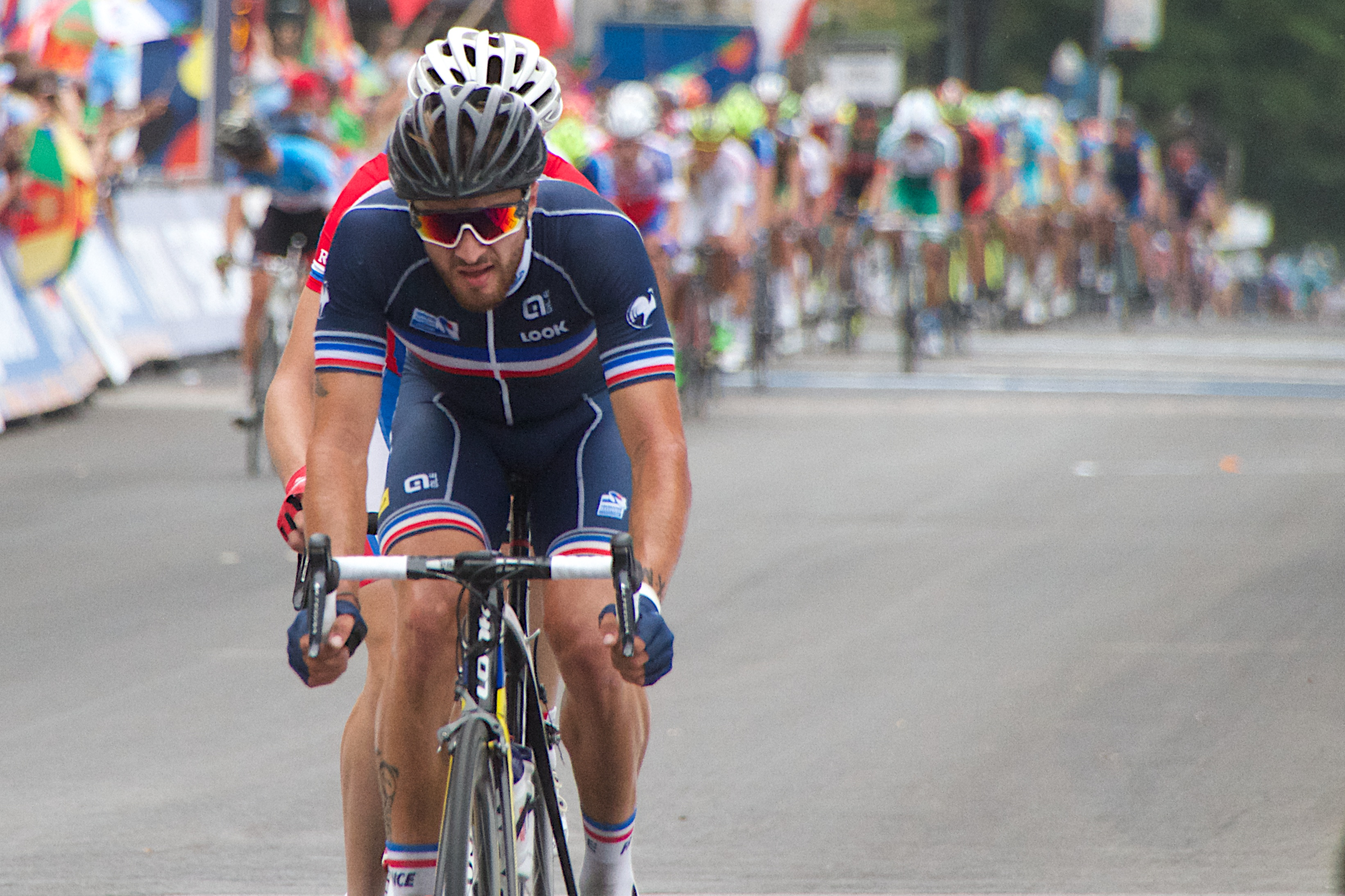
Marc Fournier échappé lors de la course en ligne du championnat du monde sur route espoirs.

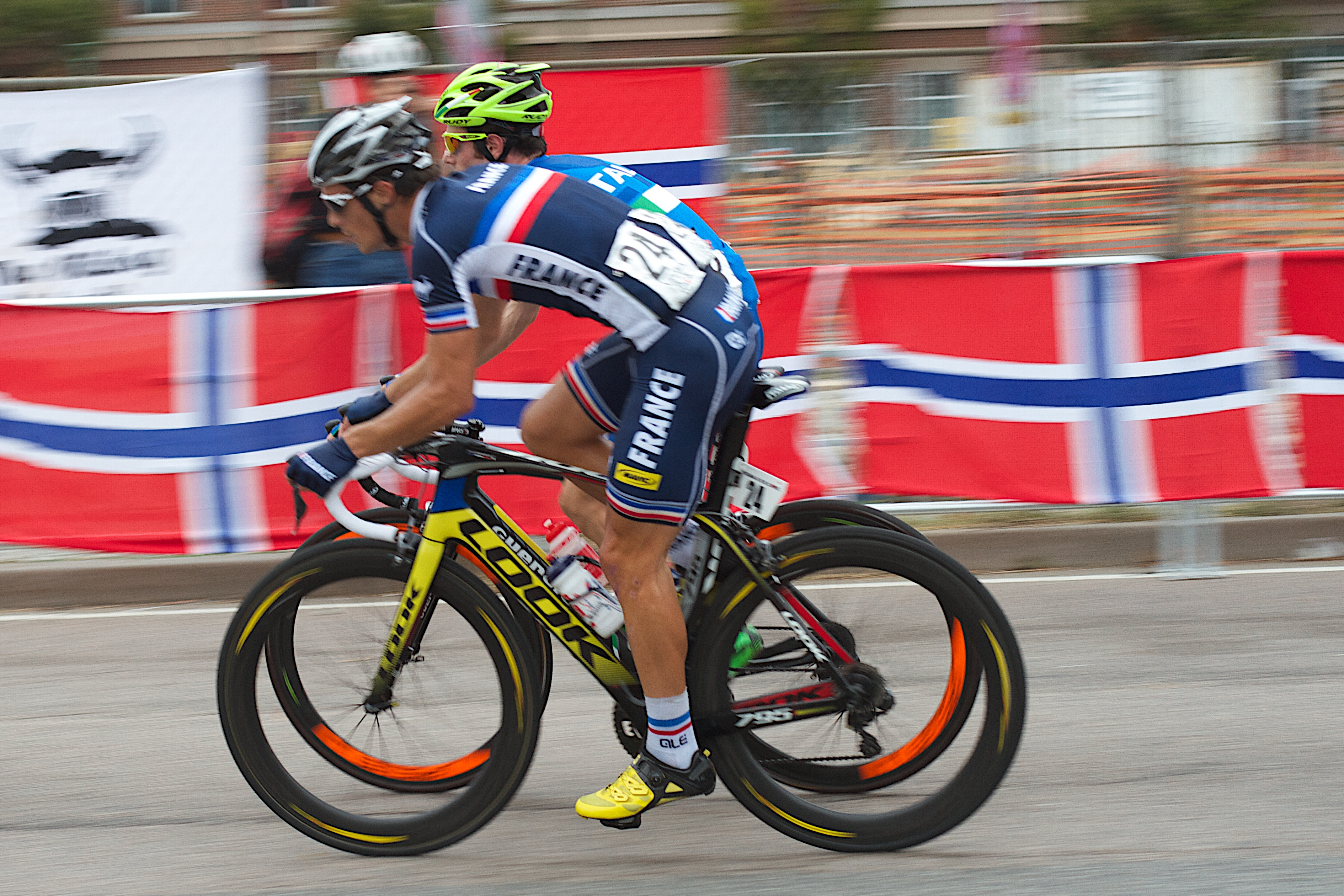
Franck Bonnamour lors de la course en ligne du championnat du monde sur route espoirs.

### Stages et préparation du début de saison
La saison commence par un stage du 22 au 27 février à La Londe-les-Maures dans le Var. Les quinze coureurs sélectionnés par Pierre-Yves Chatelon sont Clément Barbeau et Thibault Ferasse (UC Nantes Atlantique), Franck Bonnamour (BIC 2000), Rémi Cavagna (Pro Immo Nicolas Roux), Romain Faussurier (Probikeshop Saint-Étienne Loire), Marc Fournier et Jérémy Lecroq (CC Nogent-sur-Oise), Élie Gesbert (Pays de Dinan), Fabien Grellier et Simon Sellier (Vendée U), Hugo Hofstetter (CC Étupes), Dylan Kowalski (VC Rouen 76), Thibault Nuns (Océane Top 16), Nans Peters (Chambéry CF) et Yoän Vérardo (GSC Blagnac Vélo Sport 31). Les principaux absents au stage sont les deux grimpeurs du CC Étupes Guillaume Martin et Jérémy Maison, habitués au groupe espoirs et donc qui n'ont pas la nécessité de s'adapter à l'équipe nationale, Aurélien Paret-Peintre (Chambéry CF) pour des raisons d'études scolaires et Rayane Bouhanni (AWT-Greenway) qui a plutôt un programme chargé avec sa formation. Durant ce stage, une journée de récupération est prévue dès l'arrivée des coureurs le premier jour après un week-end de course pour la plupart d'entre eux. Le lendemain matin un test chronométré lors de l’ascension du mont Faron est effectué pour évaluer les athlètes. L'après-midi est prévu des séances de contre-la-montre par équipes qui sera la spécificité d'une étape importante lors du ZLM Tour, quatrième épreuve de la Coupe des Nations espoirs, afin de préparer cet événement. Le jour suivant est réservé pour une sortie en groupe puis le lendemain à des tests pour les sprinteurs avant un repos le dernier jour.
Un autre stage a lieu du 29 mars au 3 avril regroupant Rémi Cavagna, Marc Fournier, Dylan Kowalski, Jérémy Lecroq, Thibault Nuns et Nans Peters qui sont les six coureurs prévus pour le ZLM Tour. Ce stage, qui se déroule à Saint-Quentin-en-Yvelines puis à Wissenkerke aux Pays-Bas, a pour but de souder le groupe en vue de la course néerlandaise qui aura lieu du 18 au 19 avril.

### Les premières courses de printemps
La toute première course de l'équipe a lieu lors du Triptyque des Monts et Châteaux, du 3 au 6 avril, avec pour sélectionnés Franck Bonnamour (BIC 2000), Rémi Cavagna (Pro Immo Nicolas Roux), Marc Fournier (CC Nogent-sur-Oise), Fabien Grellier (Vendée U), Thibault Nuns (Océane Top 16), Nans Peters (Chambéry CF) et Yoän Vérardo (GSC Blagnac Vélo Sport 31). L'équipe remporte la première étape par l'intermédiaire de Marc Fournier qui s'impose devant son coéquipier Nans Peters, le duo devançant un premier peloton de vingt-cinq secondes. La victoire de Marc Fournier aux dépens de Nans Peters est décidé par Pierre-Yves Chatelon puisqu'il avait engrangé le plus de bonifications lors de l'étape et lui permet de prendre une plus grande avance sur ses adversaires. Le lendemain, lors de la deuxième étape faisant office d'étape reine, Fabien Grellier termine à la troisième place à l'arrivée tandis que ses deux coéquipiers Marc Fournier et Nans Peters perdent les deux premières places du classement général respectivement sur chute et sur incident mécanique. Fabien Grellier termine meilleur coureur de l'équipe au classement général remporté par son coéquipier et compatriote au sein de son club Lilian Calmejane, qui court avec l'équipe Vendée U sur cette épreuve qui se voulait comme une préparation aux futurs épreuves de la Coupe des Nations espoirs que sont le Tour des Flandres espoirs et la Côte picarde.
L'effectif dévoilé pour le Tour des Flandres espoirs se déroulant le 11 avril est composé de Franck Bonnamour, Rémi Cavagna, Marc Fournier, Fabien Grellier, Dylan Kowalski (VC Rouen 76) et Nans Peters, seul Dylan Kowalski n'a pas participé au récent Triptyque des Monts et Châteaux. D'après Pierre-Yves Chatelon, l'équipe sera porté vers l'offensive puisqu'elle ne possède par de coureurs capable de remporter un sprint massif habituel sur cette course. Cependant la course ne se déroule pas comme prévu, et de nombreux groupes se forment et les français sont malchanceux pour la plupart. En effet Nans Peters crève après avoir été bloqué tout comme Franck Bonnamour dans le Koppenberg tandis que Fabien Grellier chute dans la descente de ce dernier et que Marc Fournier a dû changer deux fois de vélo. Finalement les coureurs français terminent quatrième (Nans Peters), cinquième (Franck Bonnamour) et huitième (Fabien Grellier) et engrangent d'importants points pour le classement de la Coupe des Nations espoirs. La victoire de l'Australien Alexander Edmondson permet à son pays de prendre la tête de la Coupe des Nations espoirs alors que la France occupe la quatrième place.
Le 15 avril, soit quatre jours après le Tour des Flandres espoirs, a lieu la Côte picarde avec comme sélectionnés Franck Bonnamour, Rémi Cavagna, Fabien Grellier, Dylan Kowalski, Nans Peters et Yoän Vérardo (GSC Blagnac Vélo Sport 31), seul Yoän Vérardo remplace Marc Fournier par rapport à l'effectif du Tour des Flandres espoirs. Selon Pierre-Yves Chatelon, l'équipe, qui sera revancharde, essayera d'éviter un sprint massif mais pourra s'appuyer sur Yoän Vérardo le cas échéant. En raison du peu d'attaque, l'épreuve n'échappe pas à un sprint massif remporté par l'Italien Simone Consonni tandis que Yoän Vérardo prend la quatrième place décevante selon ses dires mais qui permet à la France d'occuper la troisième place au classement de la Coupe des Nations espoirs.
Deux jours après se déroule le ZLM Tour, course en trois étapes réparties sur deux jours allant du 18 au 19 avril et remportée l'an dernier par Thomas Boudat lorsqu'elle se courrait en une étape en ligne. Les coureurs retenus sont Rémi Cavagna, Marc Fournier, Dylan Kowalski, Jérémy Lecroq (CC Nogent-sur-Oise), Thibault Nuns et Nans Peters. L'équipe nationale du Danemark gagne toutes les étapes avec individuellement les victoires de Søren Kragh Andersen lors de la première étapes et de Mads Pedersen sur la troisième ainsi que le contre-la-montre par équipes de la deuxième étape et occupe les trois premières places au classement général final avec la victoire de Søren Kragh Andersen. La France termine troisième du contre-la-montre par équipes et seul Jérémy Lecroq, sixième puis cinquième des étapes en ligne, ajoutée à une cinquième place final, semble être la satisfaction de ces deux jours de course. Le Danemark prend la tête de la Coupe des Nations espoirs au profit de l'Italie tandis que la France occupe la troisième place.

### Courses par étapes à l'approche de l'été
Après ces quatre premières courses en Belgique et ses alentours, l'équipe prend la destination de la montagne avec la course par étapes du Rhône-Alpes Isère Tour qui a lieu du 14 au 17 mai. Les coureurs sélectionnés, qui pour la plupart inaugure leur première sélection, sont Romain Barroso (Guidon chalettois), Thibault Ferasse (UC Nantes Atlantique), Hugo Hofstetter et Jérémy Maison (CC Étupes), Adrien Legros (Sojasun espoir-ACNC) et Simon Sellier (Vendée U). Le principal objectif est une victoire d'étape qui pourrait être apportée par Hugo Hofstetter au vu du tracé proposé par l'épreuve ou par l'intermédiaire d'Adrien Legros. Cependant l'équipe n'obtient pas de résultats significatifs exceptés la neuvième place sur la deuxième étape pour Hugo Hofstetter et la quatrième pour Simon Sellier lors de la dernière étape d'une épreuve remportée par le Néerlandais Sam Oomen (Rabobank Development).
La course par étapes suivante est la Course de la Paix espoirs qui se déroule du 29 au 31 mai en République tchèque et en Pologne. L'épreuve fait partie de la Coupe des Nations espoirs, fil rouge de la saison pour l'équipe. Pierre-Yves Chatelon sélectionne Adrien Legros et Jérémy Maison, déjà présent deux semaines auparavant sur le Rhône-Alpes Isère Tour, mais aussi Benoît Cosnefroy et Nans Peters (Chambéry CF), Élie Gesbert (Pays de Dinan) et Guillaume Martin (CC Étupes). La France misera sur son grimpeur Guillaume Martin en forme mais aussi sur Jérémy Maison pour le classement général et sur Nans Peters pour une victoire d'étape. L'équipe essayera de profiter de cette épreuve pour ce rapprocher de la tête du classement de la Coupe des Nations espoirs occupée par le Danemark mais le sélectionneur espère aussi trouver lors de la course des coureurs capables de briller pour les courses du mois d'août. Jérémy Maison est élu coureur le plus combatif de la première étape et termine meilleur français avec une dix-septième place finale derrière le vainqueur l'Autrichien Gregor Mühlberger ce qui est une mauvaise opération pour le classement de la Coupe des Nations espoirs pour l'équipe qui passe de la troisième à la quatrième place.
L'équipe enchaîne avec une troisième course par étapes en cinq semaines avec, du 18 au 21 juin, le montagneux Tour des Pays de Savoie auquel prend part Jérémy Defaye (SCO Dijon), David Gaudu (Côtes d'Armor-Marie Morin), Mathias Le Turnier (Océane Top 16), Lucas Papillon et Paul Sauvage (CR4C Roanne) et Léo Vincent (CC Étupes), tous les six faisant leurs premiers pas de l'année avec le maillot tricolore. Le leader français pour le classement général est Mathias Le Turnier auteur récemment d'une honorable Ronde de l'Isard d'Ariège mais l'équipe pourra s'appuyer également sur David Gaudu onzième également de cette même course. Mathias Le Turnier finit sixième du premier groupe des sept échappés de la première étape après avoir tenté sa chance dans le final avant de terminer à la même position lors de la troisième étape. Mais c'est Léo Vincent, cinquième du contre-la-montre de la quatrième étape mais surtout vainqueur en solitaire de la cinquième, qui fait la meilleure impression tandis que Lucas Papillon termine meilleur coureur de l'équipe au classement général final avec une douzième place mais loin derrière l'Espagnol David Belda (Burgos BH) vainqueur de l'épreuve.

### Stage, courses d'un jour d'été et championnats d'Europe
Après une pause d'un mois, Pierre-Yves Chatelon sélectionne douze coureurs pour un stage à Saint-François-Longchamp en Savoie du 19 au 24 juillet. Les cyclistes convoqués sont Franck Bonnamour (BIC 2000), Loïc Bouchereau et Fabien Grellier (Vendée U), Thibault Ferasse (UC Nantes Atlantique), Élie Gesbert (Pays de Dinan), Hugo Hofstetter, Jérémy Maison, Guillaume Martin et Léo Vincent (CC Étupes), Adrien Legros (Sojasun espoir-ACNC), Florent Pereira (Pro Immo Nicolas Roux) et Nans Peters (Chambéry CF). Le stage a pour but de préparer les échéances futurs que sont le Trophée Almar, manche de la Coupe des Nations espoirs, la Polynormande et les championnats d'Europe sur route, qui se déroulent tous de fin juillet à mi-août à Tartu en Estonie, mais aussi pour reconnaitre le parcours du prochain Tour de l'Avenir.
Pour le Trophée Almar, course d'un jour se déroulant le 26 juillet, les coureurs prévus sont Franck Bonnamour, Élie Gesbert, Adrien Legros, Jérémy Maison, Florent Pereira et Nans Peters avec pour remplaçants Loïc Bouchereau, Thibault Ferasse et Fabien Grellier, ces derniers ne prenant finalement pas part à l'épreuve. L'équipe vise la victoire avec des coureurs comme Jérémy Maison ou Élie Gesbert mais s’appuie aussi sur un nouveau Florent Pereira, récent deuxième du championnat de France sur route amateurs, qui pourra avoir sa chance personnelle,. L'autre objectif de la France sera d'accumuler des points pour la Coupe des Nations espoirs afin de recoller à la tête du classement. Cependant l'objectif est à moitié atteint avec, comme meilleur résultat, une place de septième pour Jérémy Maison à l'arrivée d'un sprint regroupant neuf coureurs pour la victoire tandis que Florent Pereira et Nans Peters finissent respectivement onzième et quatorzième. La France reste toujours quatrième du classement de la Coupe des Nations espoirs mais perd du terrain sur l'Italie vainqueur de l'épreuve par l'intermédiaire de Gianni Moscon.
Pour la Polynormande, courue sous le nom d'équipe nationale de France amateurs le 2 août, les coureurs sélectionnés sont Franck Bonnamour, Thibault Ferasse, Adrien Legros, Guillaume Martin et Nans Peters, tous les cinq présent au stage de Saint-François-Longchamp mais aussi Rémi Cavagna (Pro Immo Nicolas Roux), le champion de France sur route amateur Clément Mary (Sojasun espoir-ACNC) et le champion de France du contre-la-montre amateur Thomas Rostollan (AVC Aix-en-Provence). La course est remportée par le Belge Oliver Naesen (Topsport Vlaanderen-Baloise) et le premier coureur de l'équipe à l'arrivée est Thibault Ferasse treizième dans un groupe qui se battait pour la neuvième place. Thomas Rostollan termine dernier de la course après avoir été échappé depuis le début mais remporte le prix de la montagne, lui qui a été appelé en renfort pour pallier le forfait d'Hugo Hofstetter.
L'équipe, emmenée par l'habituel directeur sportif de l'équipe juniors Julien Thollet, aborde le championnat d'Europe sur route, contrairement à d'autre nations, avec seulement trois coureurs pour le contre-la-montre et les mêmes pour l'épreuve en ligne : Franck Bonnamour, Rémi Cavagna et Hugo Hofstetter, auxquels s'ajoutent deux remplaçants Fabien Grellier et Dylan Kowalski (VC Rouen 76). Rémi Cavagna, récent vainqueur du contre-la-montre du Tour d'Auvergne, vise le titre dans cette même discipline et se mettra au service de ses deux coéquipiers, plus rapides, lors de la course en ligne en cas d'arrivée au sprint. Sur la trentaine de kilomètres à effectuer pour l'effort solitaire, Rémi Cavagna finit à la huitième place à plus de trente secondes du vainqueur le Néerlandais Steven Lammertink tandis que Franck Bonnamour et Hugo Hofstetter terminent respectivement 41e et 51e sur 66 coureurs au départ. Ces deux derniers n'ont pas fait le contre-la-montre à fond pour préserver leur chance pour l'épreuve en ligne qui a lieu deux jours après sur laquelle l'équipe misera sur la pointe de vitesse d'Hugo Hofstetter ou sur une victoire d'attaquant de Franck Bonnamour. Pris lors d'une chute au début d'épreuve, Rémi Cavagna et Franck Bonnamour usent beaucoup d'énergie à revenir dans le peloton. Malgré une attaque de ce dernier à deux tours de l'arrivée, et une chute devant Hugo Hofstetter qui entraîne un bris de matériel, l'épreuve s'achemine vers un sprint massif. La victoire revient au Slovaque Erik Baška qui règle un groupe d'une cinquantaine de coureurs tandis qu'Hugo Hofstetter finit 56e et premier Français à plus d'une minute du vainqueur. L'épreuve en ligne, qui compte pour le classement de la Coupe des Nations espoirs, ne rapporte pas de points à la France qui perd une place au profit de la Belgique et six points sur l'Italie qui conserve la tête de ce classement. Le bilan de ces championnats est mitigé mais avec seulement trois coureurs contre sept pour les autres formations majeures la satisfaction est plutôt dans le fait de s'être étalonné avec d'autre nations en vue des championnats du monde sur route de Richmond aux États-Unis.

### Courses par étapes de fin d'été
L'équipe entame la fin de saison avec deux courses par étapes que sont le Tour de l'Ain, suivi par la dernière manche de la Coupe des Nations espoirs à savoir le Tour de l'Avenir, toutes les deux courues en France. Le Tour de l'Ain, qui a lieu du 11 au 15 août, se déroule fasse au peloton professionnel avec comme sélectionnés Élie Gesbert (Pays de Dinan), Fabien Grellier (Vendée U), Jérémy Maison, Guillaume Martin et Léo Vincent (CC Étupes) et Nans Peters (Chambéry CF). Cependant Léo Vincent, mis à la disposition de l'équipe Roubaix Lille Métropole dont il est stagiaire, est remplacé par Thibault Ferasse (UC Nantes Atlantique) après sa bonne course sur la dernière Polynormande. Cinq des six coureurs sont également prévus pour le Tour de l'Avenir, en effet Pierre-Yves Chatelon souhaite que l'équipe prenne ses repères pour l'ultime manche de la Coupe des Nations espoirs. Nans Peters termine septième du prologue qui le rassure pour la suite de l'épreuve puis Jérémy Maison s'échappe lors de la première étape sans réussite au bout. Nans Peters et Guillaume Martin finissent respectivement dixième et douzième de la troisième étape qui est la première étape de montagne avec notamment des attaques de ce dernier restaient veines. L'étape est également marquée par la chute d'Élie Gesbert qui le contraint à être non-partant le lendemain mais ne compromet pas ses chances de participer au Tour de l'Avenir. Lors de la quatrième étape, dernière étape montagneuse, Nans Peters prend la neuvième place dans le premier groupe se jouant la gagne alors que Guillaume Martin finit onzième dans un second groupe. L'épreuve est remportée par le Français Alexandre Geniez (FDJ) mais le bilan de l'équipe est plutôt bon avec la quatrième place finale de Nans Peters et la douzième de Guillaume Martin en vue du Tour de l'Avenir auquel de nombreux coureurs pourront prétendre à de bons résultats.
La sélection française pour le Tour de l'Avenir, se déroulant du 22 au 29 août, est celle prévue un mois auparavant avec la présence d'Élie Gesbert, remis de sa chute, Fabien Grellier, Jérémy Maison, Guillaume Martin, Nans Peters et Léo Vincent de retour. La course commence par un prologue suivi respectivement de trois étapes plates, d'une vallonnée et de trois en haute montagne. Les différents objectifs seront des victoires d'étapes pour l'ensemble des coureurs, que vise particulièrement Nans Peters sur le prologue ou sur la quatrième étape au profil accidenté, mais également le classement général avec ce dernier ou bien avec Jérémy Maison et Guillaume Martin. Nans Peters termine premier Français du prologue avec une septième place tandis que ses cinq autres coéquipiers finissent dans les trente-cinq premiers. Puis lors de la première étape, l'équipe réalise une bordure à 35 kilomètres de l'arrivée avec quatre de ses six coureurs qui se détache d'un peloton qui se scinde en plusieurs morceaux avec pour objectif de permettre à Jérémy Maison de prendre de l'avance pour le classement général. Cependant l'initiative reste vaine et le peloton se reforme à 10 kilomètres du final et ne créée pas d'écart entre les différents leaders au classement général. S'ensuit une deuxième étape marquée par une nouvelle bordure qui repousse les Français dans un second groupe mais qui se reforme par la suite sans conséquence pour le classement général comme pour la troisième étape le lendemain qui ne chamboule pas la hiérarchie entre les favoris. La quatrième étape convoitée par Nanas Peters n'apporte toujours pas une victoire au clan français malgré une septième place de Fabien Grellier qui a cependant pris la première échappée du jour.
La première étape de montagne intervient donc lors de la cinquième étape remportée en solitaire par Guillaume Martin qui s'empare également du maillot du meilleur grimpeur. Il obtient sa victoire, finissant épuisé, tout en résistant au retour de l'Autrichien Gregor Mühlberger, qui se trompe comme le Français de chemin dans le final, mais qui s'empare quant à lui de la tête du classement général pour trois secondes devant le vainqueur du jour qui prend la tête du classement de la montagne. La journée a été aussi marqué par les abandons de Nans Peters mais aussi du co-leader de l'équipe de France, Jérémy Maison, qui se fracture la clavicule sur chute alors qu'il était en tête de la course avec plus d'une minute d'avance sur ses principaux poursuivants. Le lendemain, lors de la sixième étape, Élie Gesbert s'impose après un raid solitaire de plus de 80 kilomètres à travers la montagne. Il a tout d'abord attaqué dans le col de la Madeleine pour servir de relai pour Guillaume Martin mais a poursuivi son effort après avoir pris connaissance que le groupe du maillot jaune était réduit et assez loin. Guillaume Martin, après avoir craqué sur la fin de l'étape, redescend à la huitième place du classement général mais conserve son maillot de meilleur grimpeur. Pour la septième et dernière étape, l'ensemble du peloton étant fatigué, les coureurs étaient éparpillés lors de la dernière difficulté et de gros écarts se sont établis à l'arrivée. Guillaume Martin finit loin du vainqueur de l'étape le Russe Matvey Mamykin et termine finalement dixième, et seul Français, du classement général final d'une course remportée par l'Espagnol Marc Soler. Le Français perd son maillot de meilleur grimpeur mais se voit décerner le prix du coureur le plus combatif de l'épreuve. Le bilan de cette épreuve est excellemment pour Pierre-Yves Chatelon avec les deux victoires d'étapes obtenues par Guillaume Martin et Élie Gesbert cumulés à une dixième place final et le prix du super-combatif de ce même Guillaume Martin. Cependant finir avec un seul coureur classé mais aussi le fait de ne pas finir individuellement sur le podium nuance le bilan final de l'équipe. Ce Tour de l'Avenir était la dernière épreuve de la Coupe des Nations espoirs qui voit l'équipe d'Italie s'imposer au classement final tandis que la France conserve sa cinquième place d'avant-épreuve.

### Préparation et championnats du monde
L'équipe de France devait aborder cette fin de saison en Suisse avec le Tour du Jura, remporté l'année précédente par les hommes de Pierre-Yves Chatelon avec la victoire de Kévin Ledanois, mais celui-ci est annulé pour des raisons financières. Cette course devait être une des deux courses de préparation avec le Tour du Doubs pour les championnats du monde de Richmond aux États-Unis. Le 1er septembre, Pierre-Yves Chatelon annoncent les coureurs sélectionnés pour les championnats du monde avec la présence de Franck Bonnamour (BIC 2000), Marc Fournier (CC Nogent-sur-Oise), Hugo Hofstetter (CC Étupes), Kévin Ledanois (Bretagne-Séché Environnement), Nans Peters (Chambéry CF) et Anthony Turgis (Cofidis) pour l'épreuve en ligne avec comme remplaçant Fabien Grellier (Vendée U) et de Marc Fournier et Nans Peters sur le contre-la-montre individuel. Cependant Nans Peters, qui s'est cassé le fémur sur le Tour de l'Avenir, se fait remplacer par Fabien Grellier pour la course en ligne mais par aucun autre coureur pour l'épreuve chronométrée. Puis le 4 septembre sont annoncés Franck Bonnamour, Marc Fournier, Fabien Grellier, Hugo Hofstetter, Édouard Lauber (CC Étupes), Mathias Le Turnier (Océane Top 16) et Kévin Ledanois, soit cinq des six coureurs sélectionnés pour les mondiaux en ligne, pour le Tour du Doubs. Mais Mathias Le Turnier se fait une fracture de l'épaule et est remplacé par Thibault Ferasse (UC Nantes Atlantique). L'équipe prend part à un stage à Arc-sous-Cicon dans le Doubs du 7 au 12 septembre avant donc de se présenter au départ de l'épreuve franc-comtoise le 14 septembre. Les objectifs seront de bien se préparer pour les mondiaux mais aussi d'obtenir un top 10 sur cette épreuve. Le premier coureur de l'équipe à l'arrivée est Franck Bonnamour qui finit seul à plus d'une minute de l'Argentin Eduardo Sepúlveda (Bretagne-Séché Environnement) vainqueur en solitaire tandis qu'Édouard Lauber termine treizième le jour de ses 27 ans.
L'épreuve individuelle du contre-la-montre espoirs a lieu, le 22 septembre, avec pour seul coureur français Marc Fournier qui vise un top 10 final. Le choix de Pierre-Yves Chatelon de ne pas remplacer Nans Peters par un autre coureur comme Rémi Cavagna (Pro Immo Nicolas Roux), champion de France espoirs de la discipline, est dû à sa méforme des derniers mois mais surtout au fait qu'il serait obligé de faire la course en ligne qui ne lui convient pas. Marc Fournier, parti trop vite, en termine avec les 29,9 km de l'épreuve à la 23e place à environ une minute et quarante-cinq secondes du vainqueur le Danois Mads Würtz Schmidt, mais aussi à plus d'une minute et vingt secondes du podium.
Pour la course en ligne des mondiaux, différents rôles sont attribués aux coureurs. Ainsi Kévin Ledanois et Anthony Turgis viseront le titre en misant tout sur le dernier tour de l'épreuve, à la suite de leur belle prestation lors de la course en ligne des Jeux européens, tandis que Marc Fournier fera office de baroudeur pour éviter à l'équipe de subir la course et que Franck Bonnamour servira de rampe de lancement lors du dernier tour pour ses leaders. Le plan de l'équipe fonctionne comme prévu, en effet le peloton arrive groupé au pied de la côte pavée de Libby Hill longue de 200 mètres, première des trois dernières difficultés du dernier tour située à quatre kilomètres de l'arrivée. Celle-ci est abordée en tête par l'Italien Giuseppe Martinelli, échappé depuis de nombreux kilomètres avec d'autre coureurs, avec quelques mètres d'avance sur le peloton emmené par le Belge Nathan Van Hooydonck. Ce dernier chute lors du premier virage et le groupe est dès lors emmené par Anthony Turgis devant son coéquipier Kévin Ledanois qui se détache aussitôt du peloton pour rattraper au sommet Giuseppe Martinelli,. Un groupe de quatre coureurs dont les deux Français, Giuseppe Martinelli et l'Autrichien Michael Gogl prend quelques mètres d'avance avant que Kévin Ledanois ne se détache à son tour de quelques mètres à trois kilomètres du final. Il aborde en tête l'avant-dernière côte de l'épreuve, la côte pavée nommée 23rd Street, située à 2,5 kilomètres de la ligne d'arrivée et d'une longueur de 100 mètres. Au sortir de la côte Kévin Ledanois compte trois secondes d'avance sur Michael Gogl suivi dans sa roue par Anthony Turgis qui le contrôle pendant 1,5 kilomètre ce qui accroit l'avance de son coéquipier,. Kévin Ledanois aborde la flamme rouge avec six secondes d'avance sur ses plus proches poursuivants, emmenés par les Italiens, au moment d'aborder l'ultime difficulté Governor Street d'une distance de 300 mètres. Il remporte la course malgré le retour de l'Italien Simone Consonni qui finit dans sa roue tandis qu'Anthony Turgis prend la troisième place finale à deux secondes. Cette victoire et ce double podium est considérée comme une victoire collective aussi bien par Pierre-Yves Chatelon que par les autres membres de l'équipe. C'est le premier sacre mondial pour un coureur sous la direction de Pierre-Yves Chatelon chez les espoirs.

## Coureurs et encadrement technique

### Effectif
Ce tableau reprend tous les coureurs ayant participé à au moins une course sous le maillot de l'équipe de France espoirs ou celui de l'équipe de France amateurs. Il ne prend pas en compte les coureurs ayant effectué que les stages.
| Coureur            | Date de naissance | Équipe 2015                  | Tmc | TdF | CôP | ZLM | Rhô | CdP | Sav | Alm | Pol | ClE | CoE | Ain | Ave | Dou | ClM | CoM | Total |
| ------------------ | ----------------- | ---------------------------- | --- | --- | --- | --- | --- | --- | --- | --- | --- | --- | --- | --- | --- | --- | --- | --- | ----- |
| Romain Barroso     | 18 janvier 1993   | Guidon chalettois            |     |     |     |     | ✔️  |     |     |     |     |     |     |     |     |     |     |     | 1     |
| Franck Bonnamour   | 20 juin 1995      | BIC 2000                     | ✔️  | ✔️  | ✔️  |     |     |     |     | ✔️  | ✔️  | ✔️  | ✔️  |     |     | ✔️  |     | ✔️  | 9     |
| Rémi Cavagna       | 10 août 1995      | Pro Immo Nicolas Roux        | ✔️  | ✔️  | ✔️  | ✔️  |     |     |     |     | ✔️  | ✔️  | ✔️  |     |     |     |     |     | 7     |
| Benoît Cosnefroy   | 17 octobre 1995   | Chambéry CF                  |     |     |     |     |     | ✔️  |     |     |     |     |     |     |     |     |     |     | 1     |
| Jérémy Defaye      | 25 février 1996   | SCO Dijon                    |     |     |     |     |     |     | ✔️  |     |     |     |     |     |     |     |     |     | 1     |
| Thibault Ferasse   | 12 septembre 1994 | UC Nantes Atlantique         |     |     |     |     | ✔️  |     |     |     | ✔️  |     |     | ✔️  |     | ✔️  |     |     | 4     |
| Marc Fournier      | 12 novembre 1994  | CC Nogent-sur-Oise           | ✔️  | ✔️  |     | ✔️  |     |     |     |     |     |     |     |     |     | ✔️  | ✔️  | ✔️  | 6     |
| David Gaudu        | 10 octobre 1996   | Côtes d'Armor-Marie Morin    |     |     |     |     |     |     | ✔️  |     |     |     |     |     |     |     |     |     | 1     |
| Élie Gesbert       | 1er juillet 1995  | Pays de Dinan                |     |     |     |     |     | ✔️  |     | ✔️  |     |     |     | ✔️  | ✔️  |     |     |     | 4     |
| Fabien Grellier    | 31 octobre 1994   | Vendée U                     | ✔️  | ✔️  | ✔️  |     |     |     |     |     |     |     |     | ✔️  | ✔️  | ✔️  |     | ✔️  | 7     |
| Hugo Hofstetter    | 13 février 1994   | CC Étupes                    |     |     |     |     | ✔️  |     |     |     |     | ✔️  | ✔️  |     |     | ✔️  |     | ✔️  | 5     |
| Dylan Kowalski     | 26 janvier 1994   | VC Rouen 76                  |     | ✔️  | ✔️  | ✔️  |     |     |     |     |     |     |     |     |     |     |     |     | 3     |
| Édouard Lauber     | 13 septembre 1988 | CC Étupes                    |     |     |     |     |     |     |     |     |     |     |     |     |     | ✔️  |     |     | 1     |
| Mathias Le Turnier | 14 mars 1995      | Océane Top 16                |     |     |     |     |     |     | ✔️  |     |     |     |     |     |     |     |     |     | 1     |
| Jérémy Lecroq      | 7 avril 1995      | CC Nogent-sur-Oise           |     |     |     | ✔️  |     |     |     |     |     |     |     |     |     |     |     |     | 1     |
| Kévin Ledanois     | 13 juillet 1993   | Bretagne-Séché Environnement |     |     |     |     |     |     |     |     |     |     |     |     |     | ✔️  |     | ✔️  | 2     |
| Adrien Legros      | 11 février 1993   | Sojasun espoir-ACNC          |     |     |     |     | ✔️  | ✔️  |     | ✔️  | ✔️  |     |     |     |     |     |     |     | 4     |
| Jérémy Maison      | 21 juillet 1993   | CC Étupes                    |     |     |     |     | ✔️  | ✔️  |     | ✔️  |     |     |     | ✔️  | ✔️  |     |     |     | 5     |
| Guillaume Martin   | 9 juin 1993       | CC Étupes                    |     |     |     |     |     | ✔️  |     |     | ✔️  |     |     | ✔️  | ✔️  | ✔️  |     |     | 5     |
| Clément Mary       | 13 décembre 1991  | Sojasun espoir-ACNC          |     |     |     |     |     |     |     |     | ✔️  |     |     |     |     |     |     |     | 1     |
| Thibault Nuns      | 10 mai 1994       | Océane Top 16                | ✔️  |     |     | ✔️  |     |     |     |     |     |     |     |     |     |     |     |     | 2     |
| Lucas Papillon     | 25 avril 1994     | CR4C Roanne                  |     |     |     |     |     |     | ✔️  |     |     |     |     |     |     |     |     |     | 1     |
| Florent Pereira    | 19 octobre 1993   | Pro Immo Nicolas Roux        |     |     |     |     |     |     |     | ✔️  |     |     |     |     |     |     |     |     | 1     |
| Nans Peters        | 12 mars 1994      | Chambéry CF                  | ✔️  | ✔️  | ✔️  | ✔️  |     | ✔️  |     | ✔️  | ✔️  |     |     | ✔️  | ✔️  |     |     |     | 9     |
| Thomas Rostollan   | 18 mars 1986      | AVC Aix-en-Provence          |     |     |     |     |     |     |     |     | ✔️  |     |     |     |     |     |     |     | 1     |
| Paul Sauvage       | 2 septembre 1995  | CR4C Roanne                  |     |     |     |     |     |     | ✔️  |     |     |     |     |     |     |     |     |     | 1     |
| Simon Sellier      | 4 janvier 1995    | Vendée U                     |     |     |     |     | ✔️  |     |     |     |     |     |     |     |     |     |     |     | 1     |
| Anthony Turgis     | 16 mai 1994       | Cofidis                      |     |     |     |     |     |     |     |     |     |     |     |     |     |     |     | ✔️  | 1     |
| Yoän Vérardo       | 19 avril 1994     | GSC Blagnac Vélo Sport 31    | ✔️  |     | ✔️  |     |     |     |     |     |     |     |     |     |     |     |     |     | 2     |
| Léo Vincent        | 6 novembre 1995   | CC Étupes                    |     |     |     |     |     |     | ✔️  |     |     |     |     |     | ✔️  |     |     |     | 2     |

Portraits des coureurs avec le maillot de l'équipe de France 2015
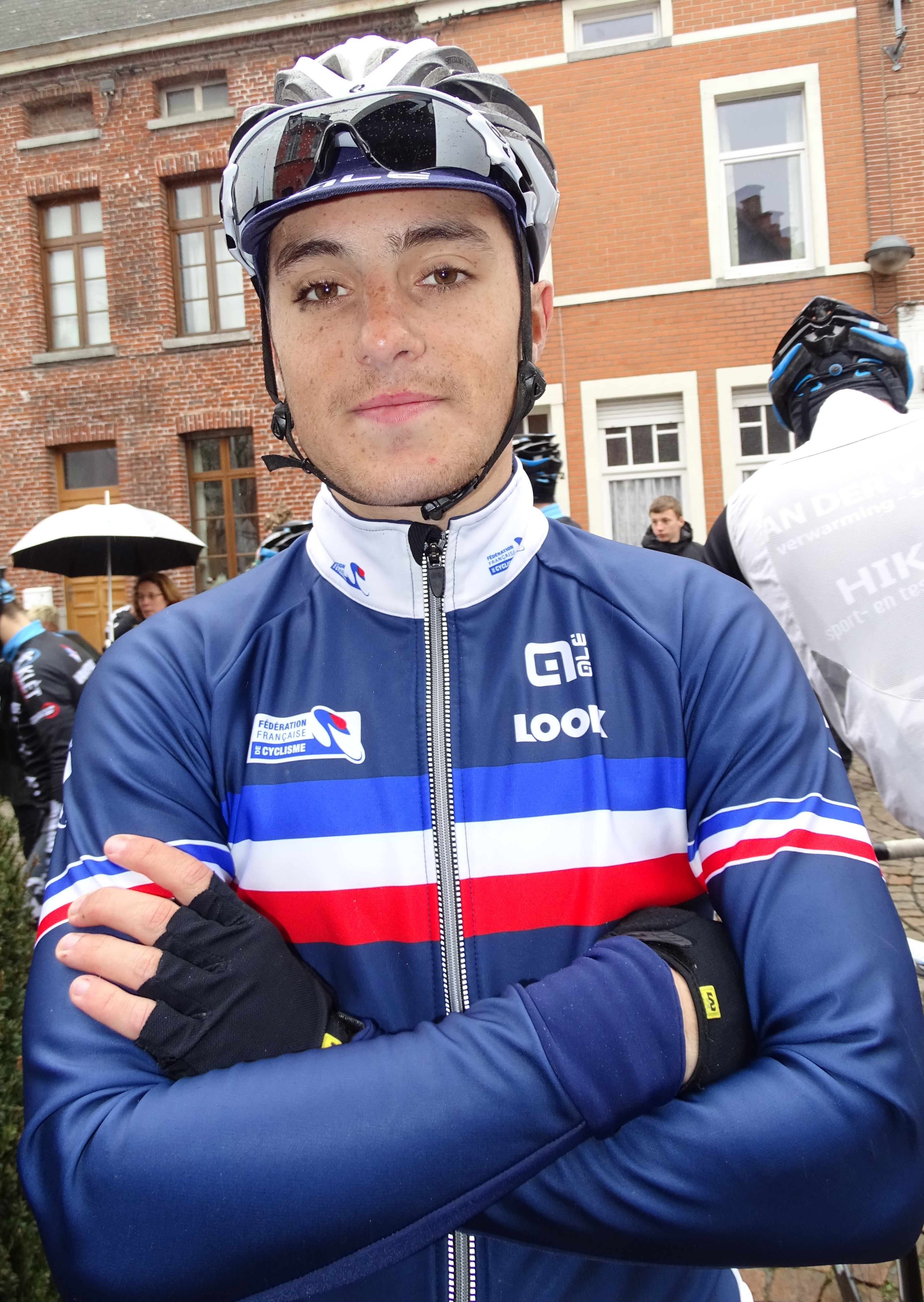
Franck Bonnamour.
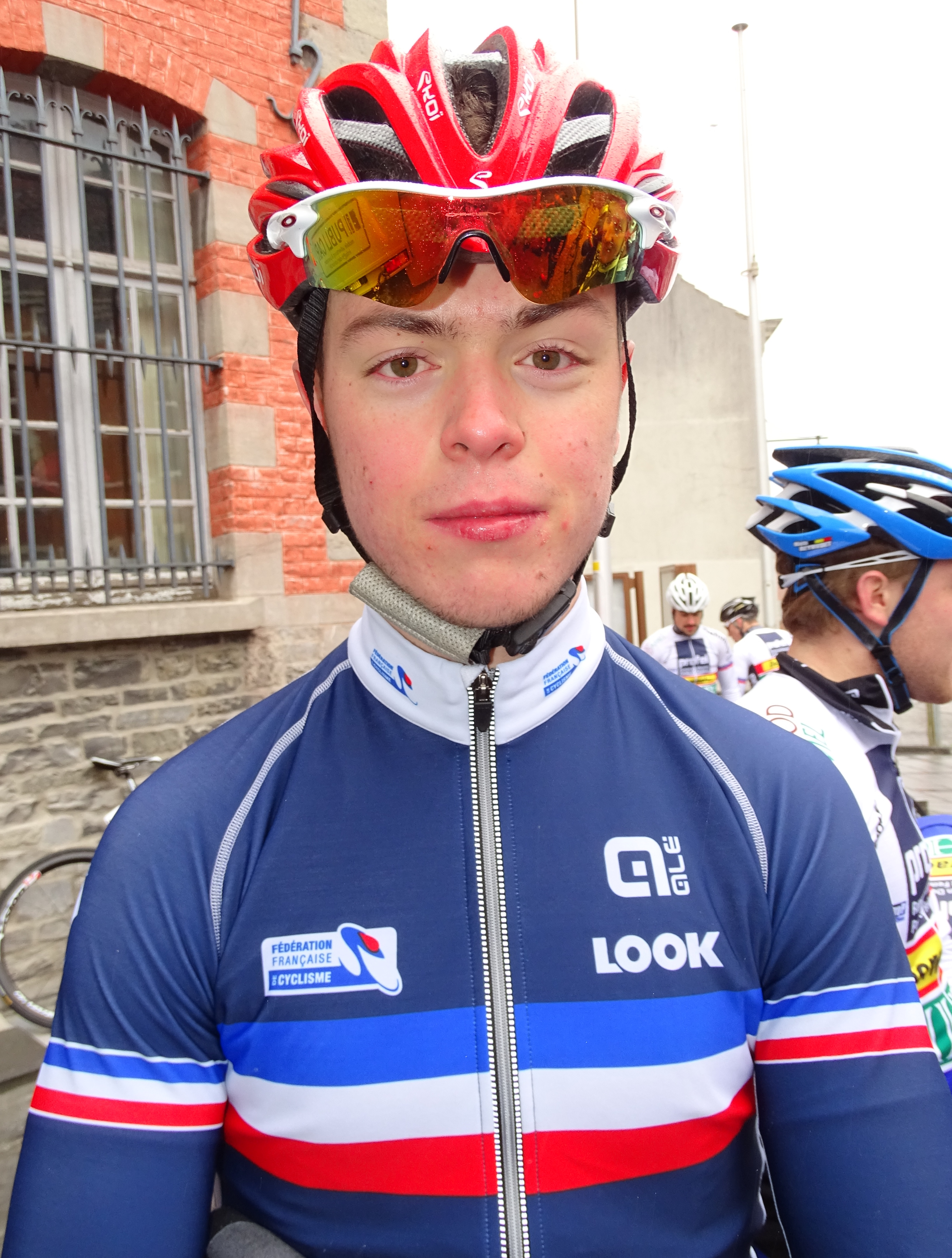
Rémi Cavagna.
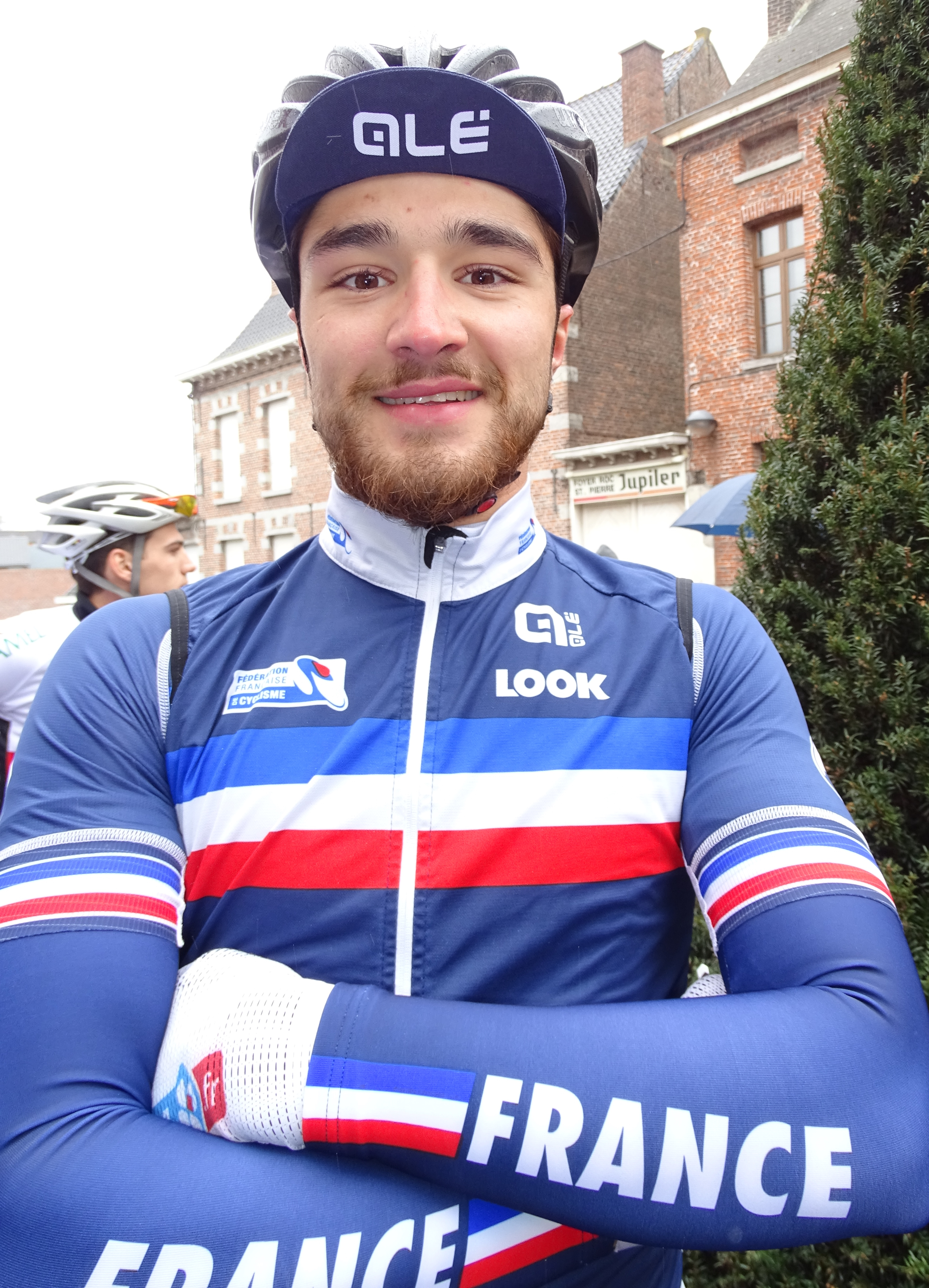
Marc Fournier.
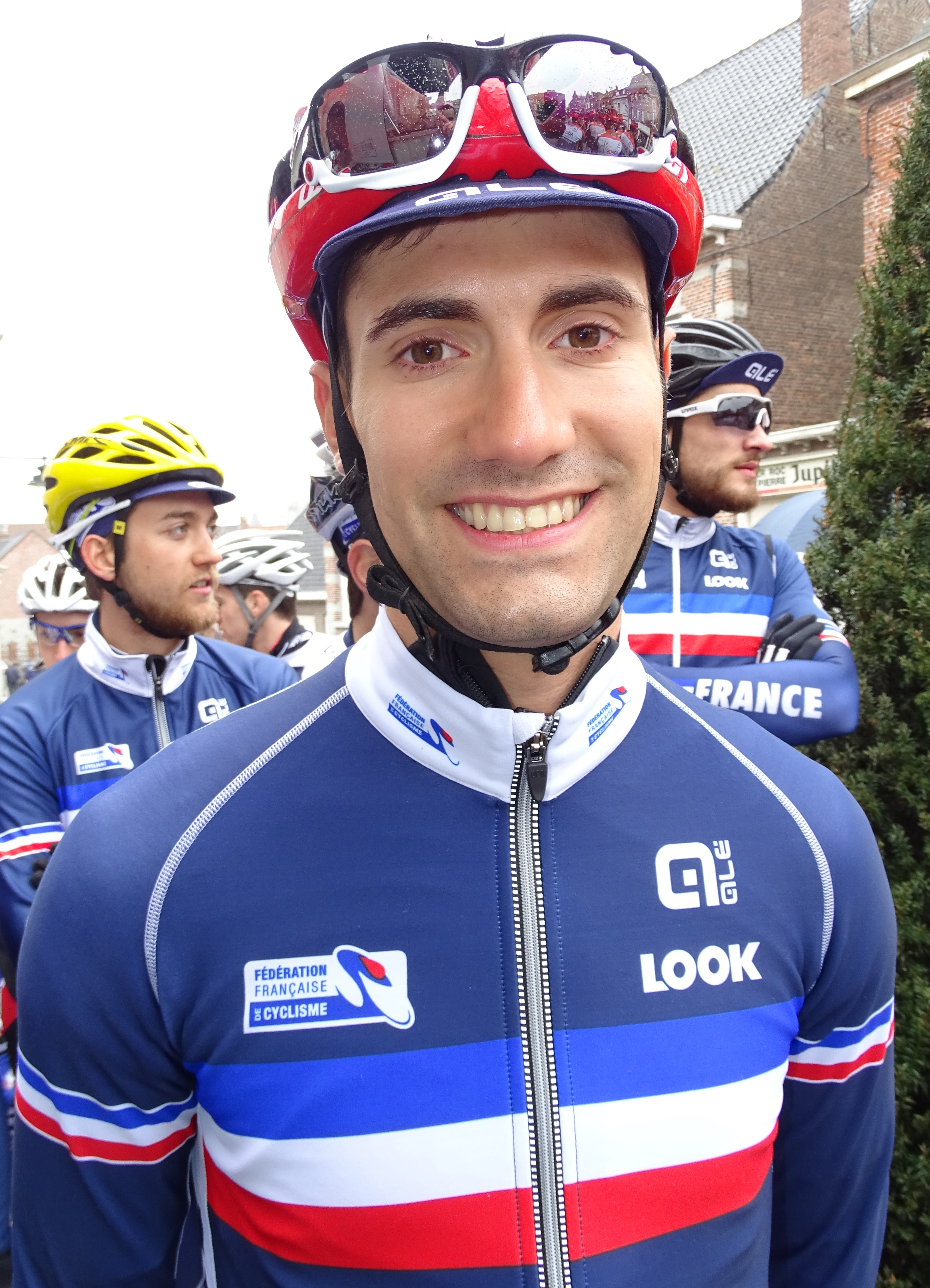
Fabien Grellier.
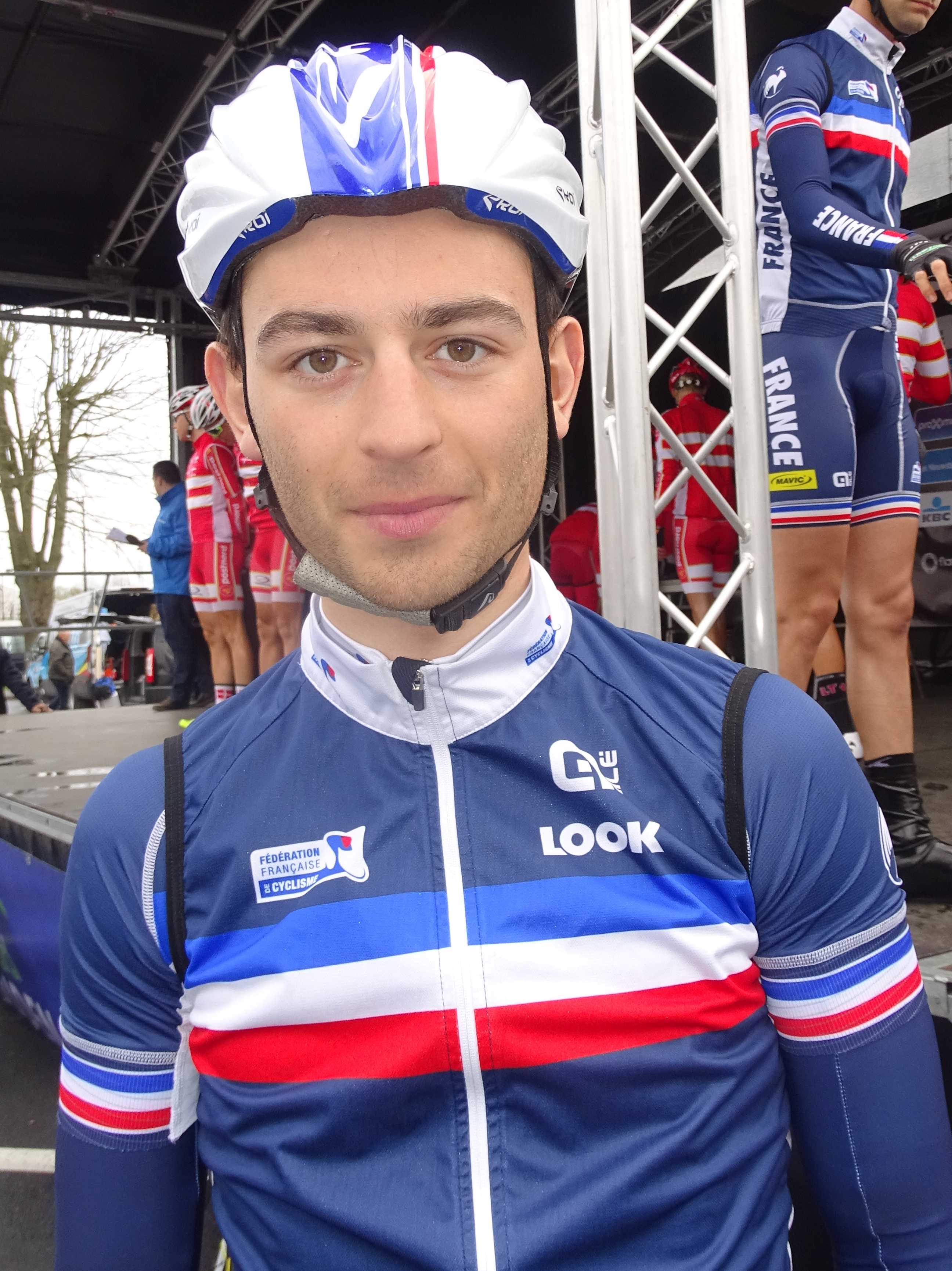
Dylan Kowalski.
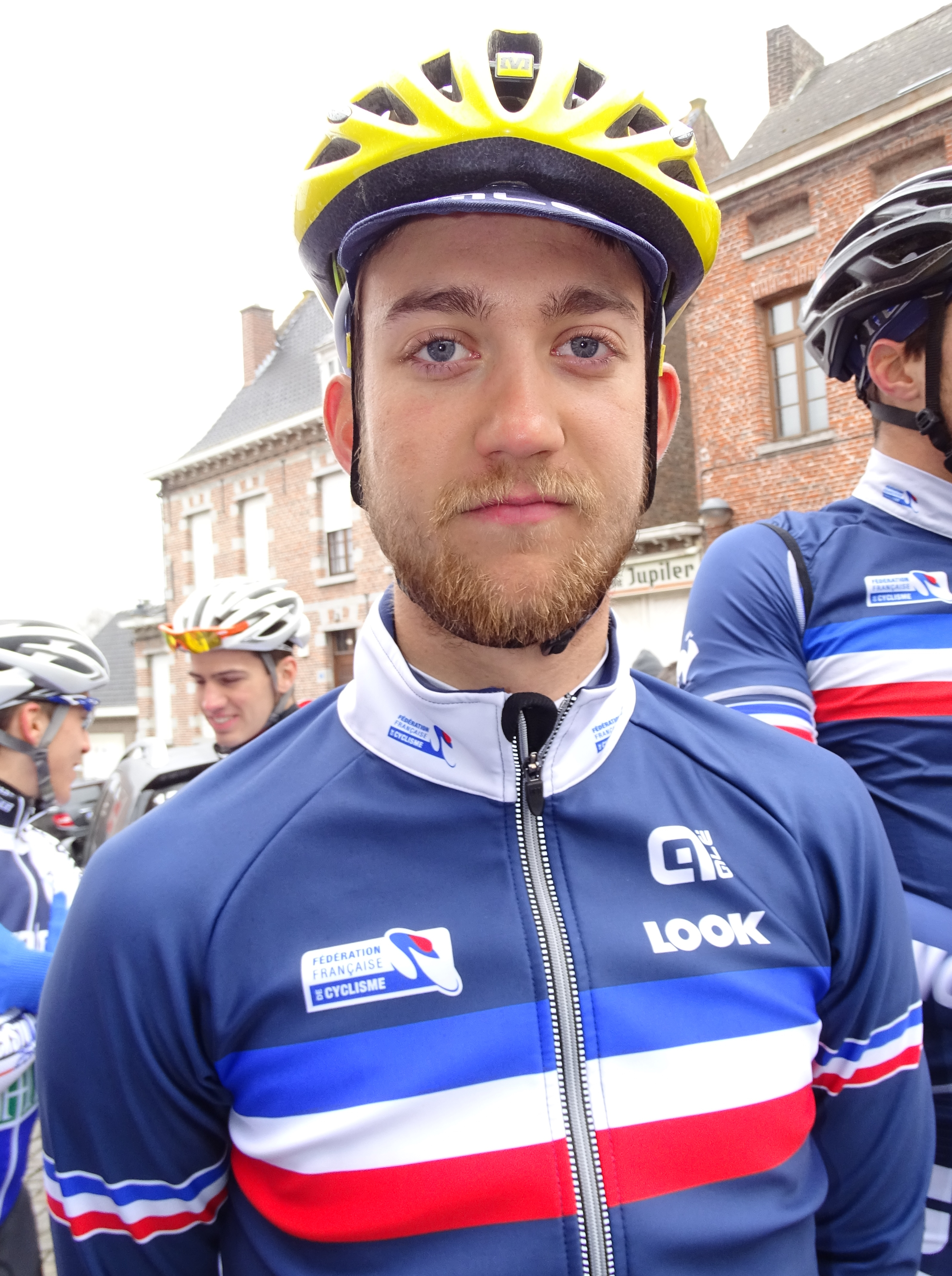
Thibault Nuns.
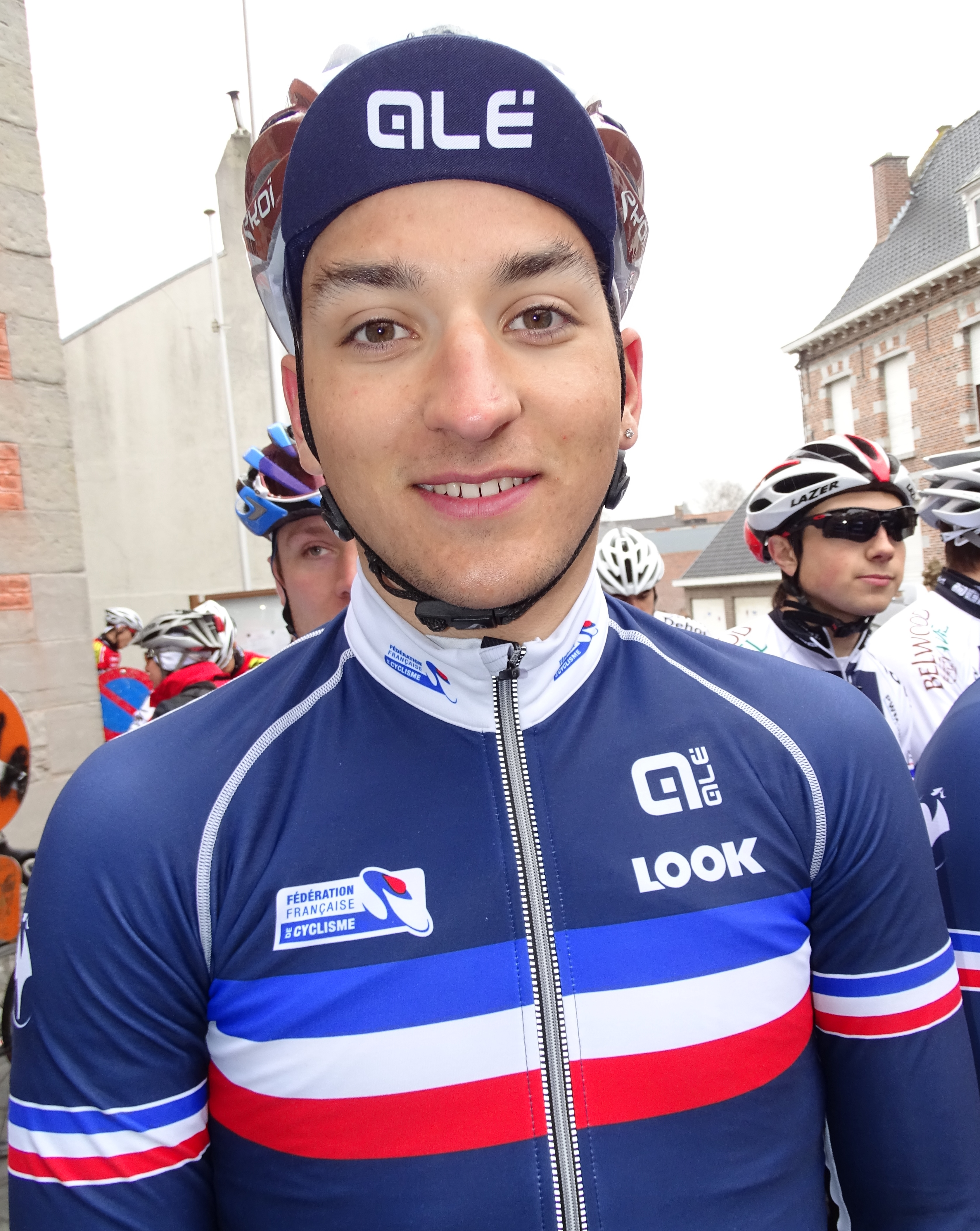
Nans Peters.
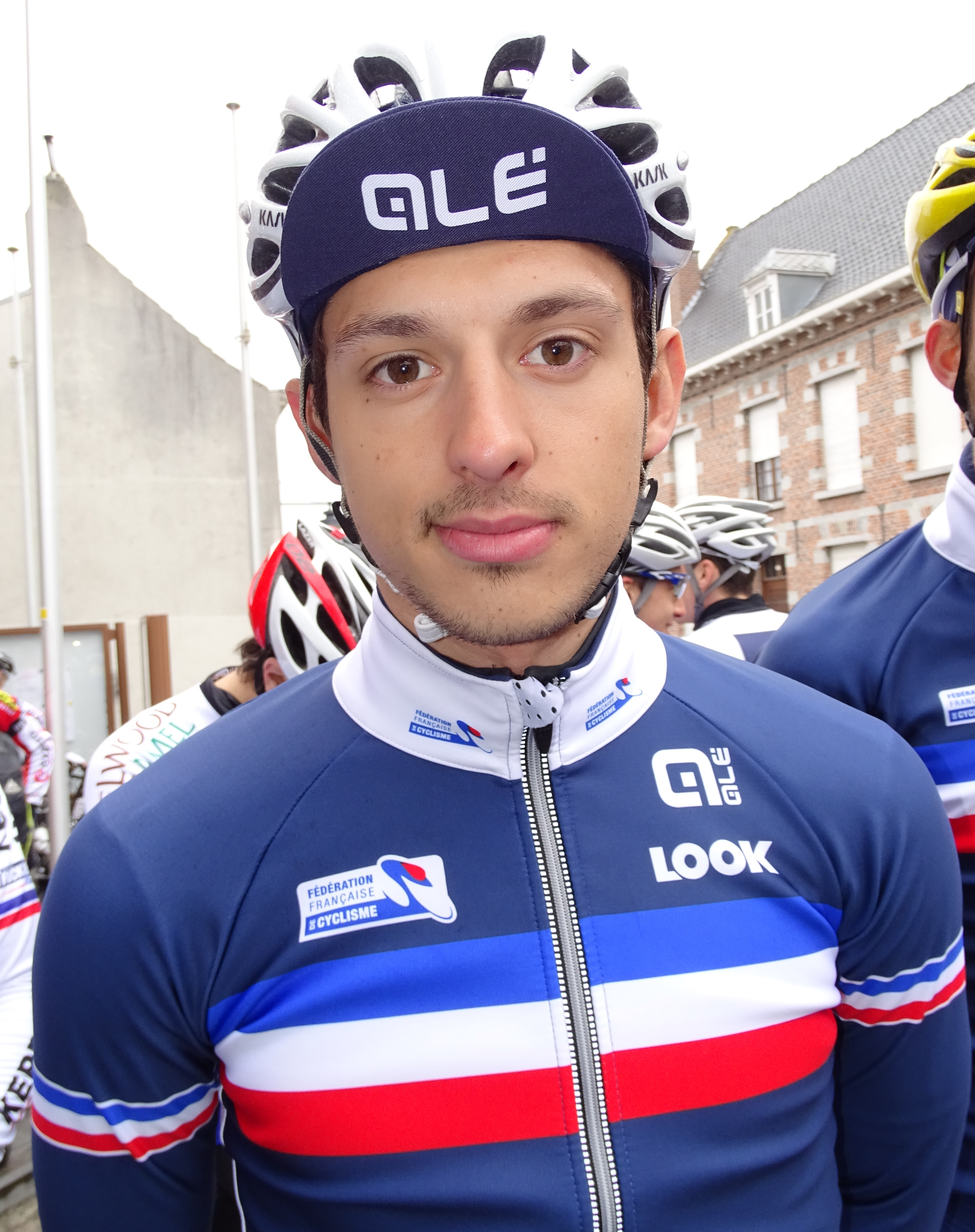
Yoän Vérardo.

Portraits d'autres coureurs avec un autre maillot ou à une autre époque
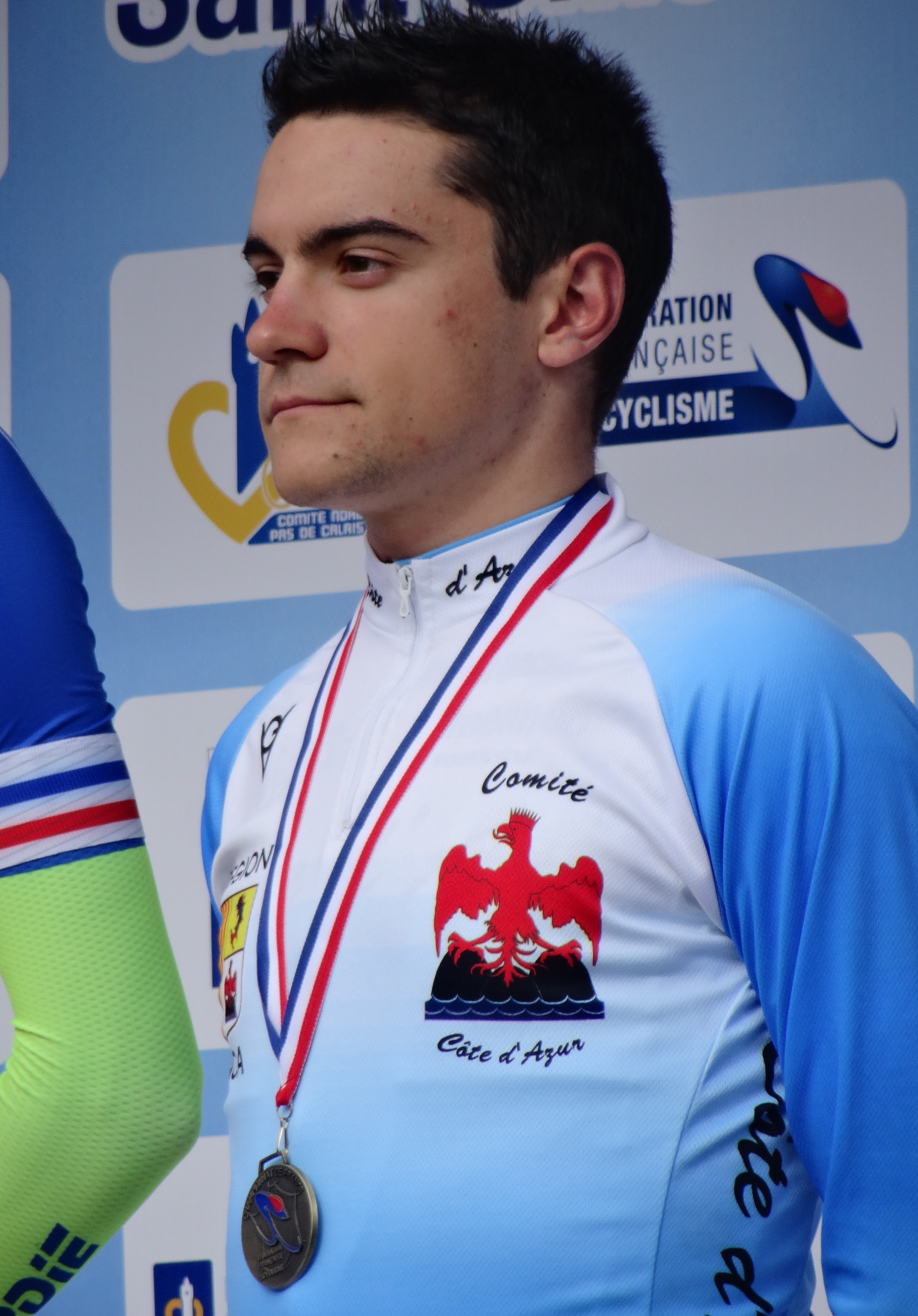
Jérémy Defaye en 2014.
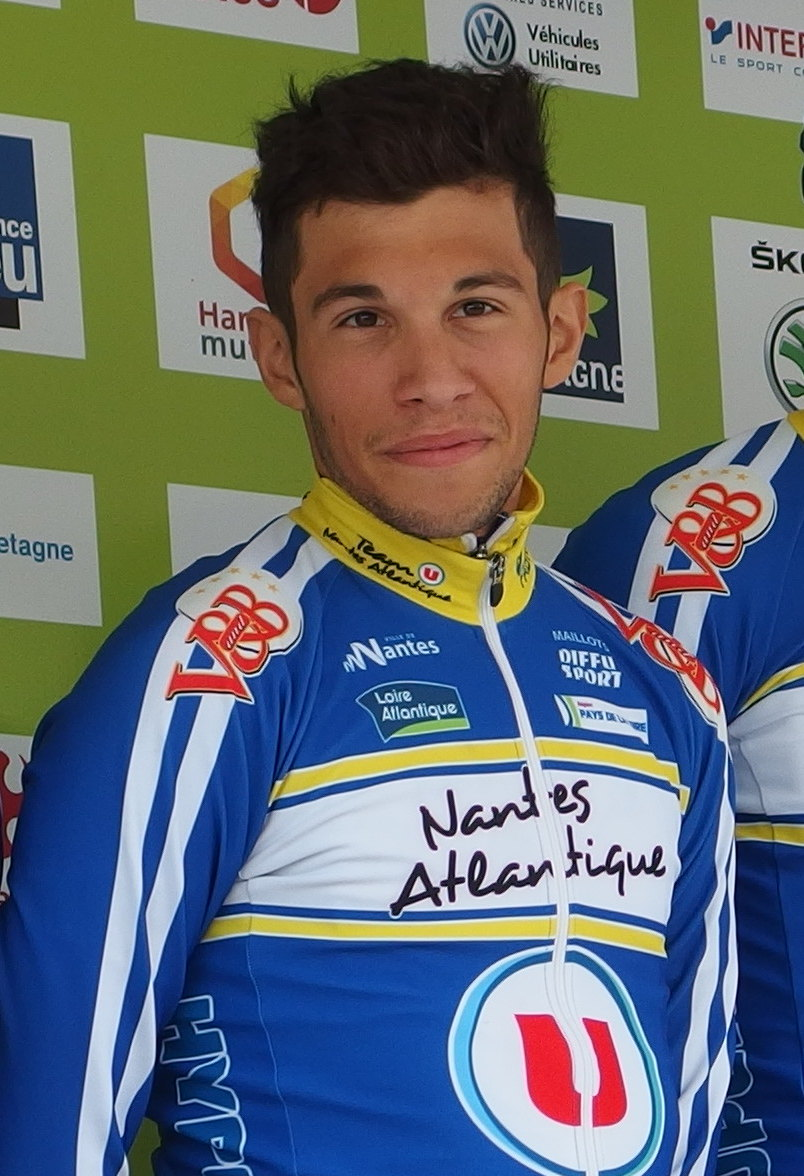
Thibault Ferasse en 2015.
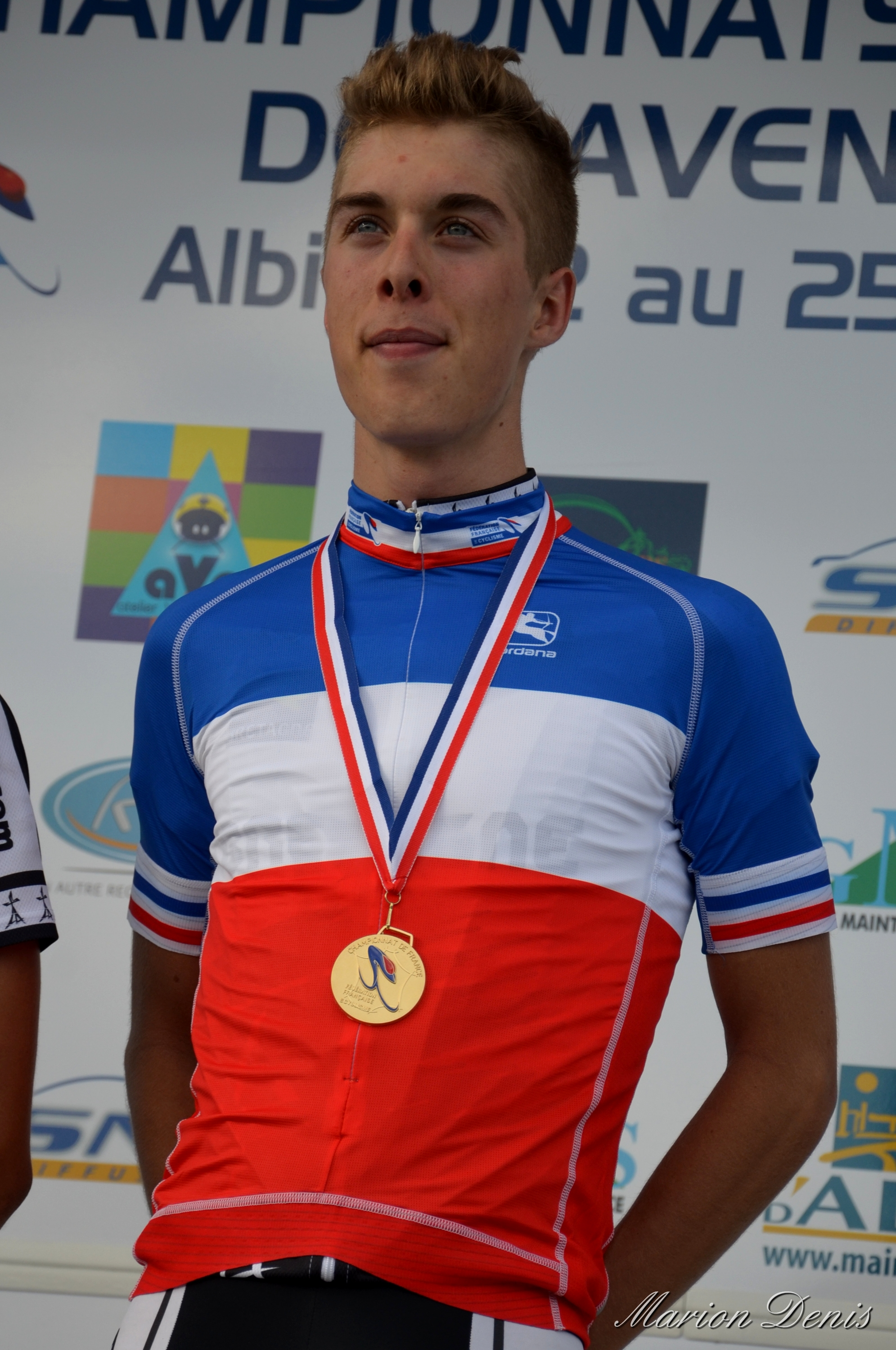
Élie Gesbert en 2013.
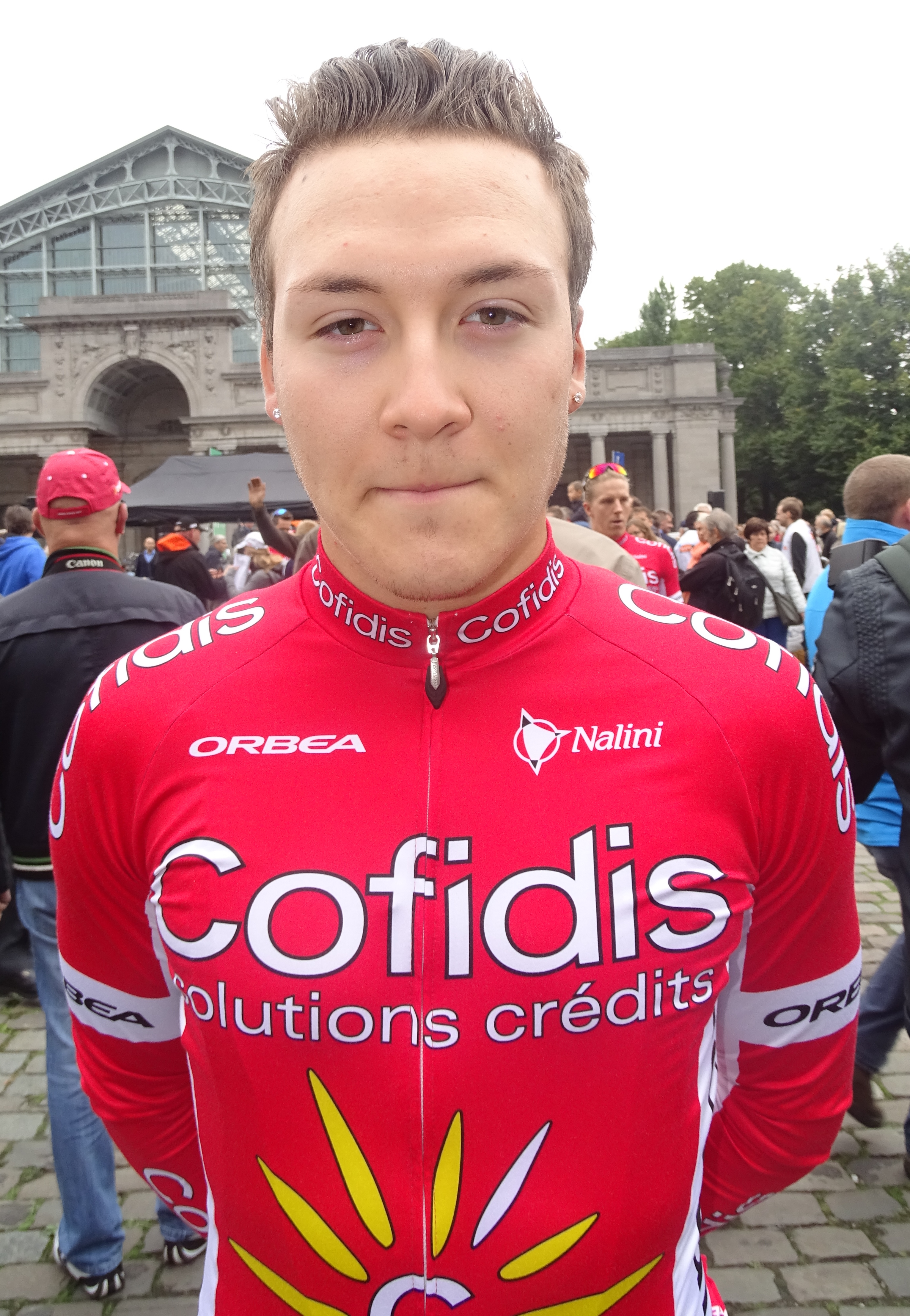
Hugo Hofstetter en 2015.
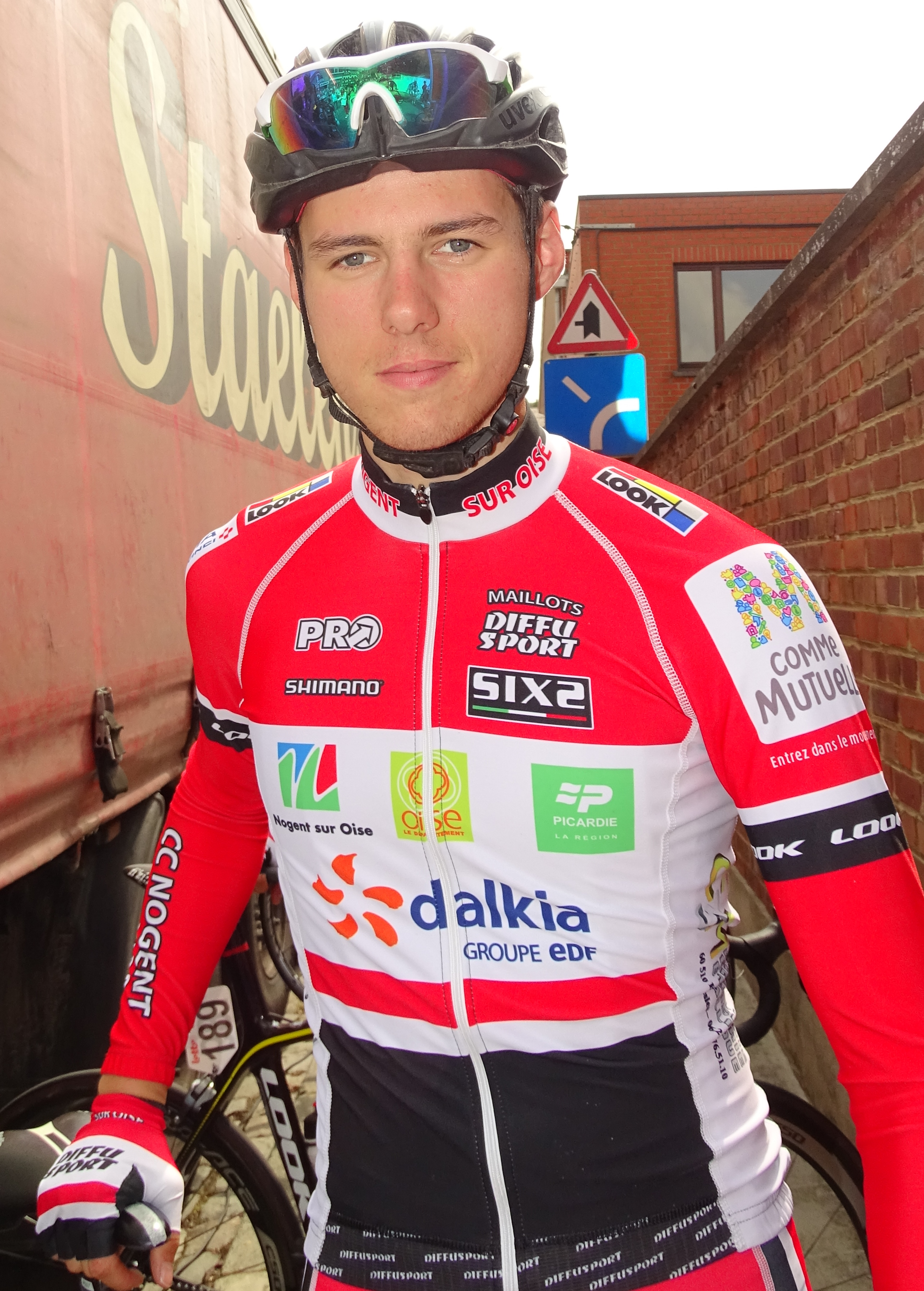
Jérémy Lecroq en 2015.
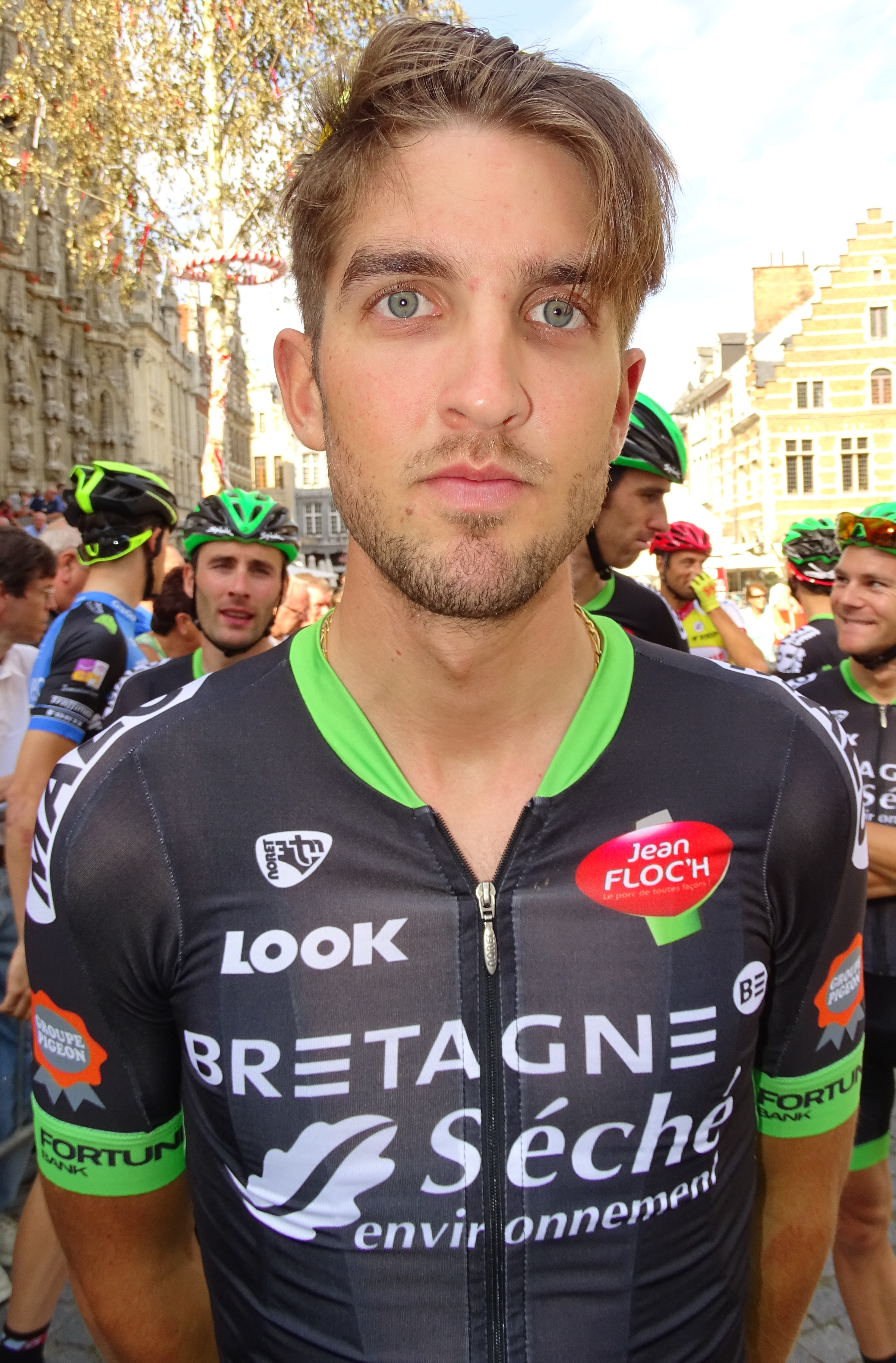
Kévin Ledanois en 2015.
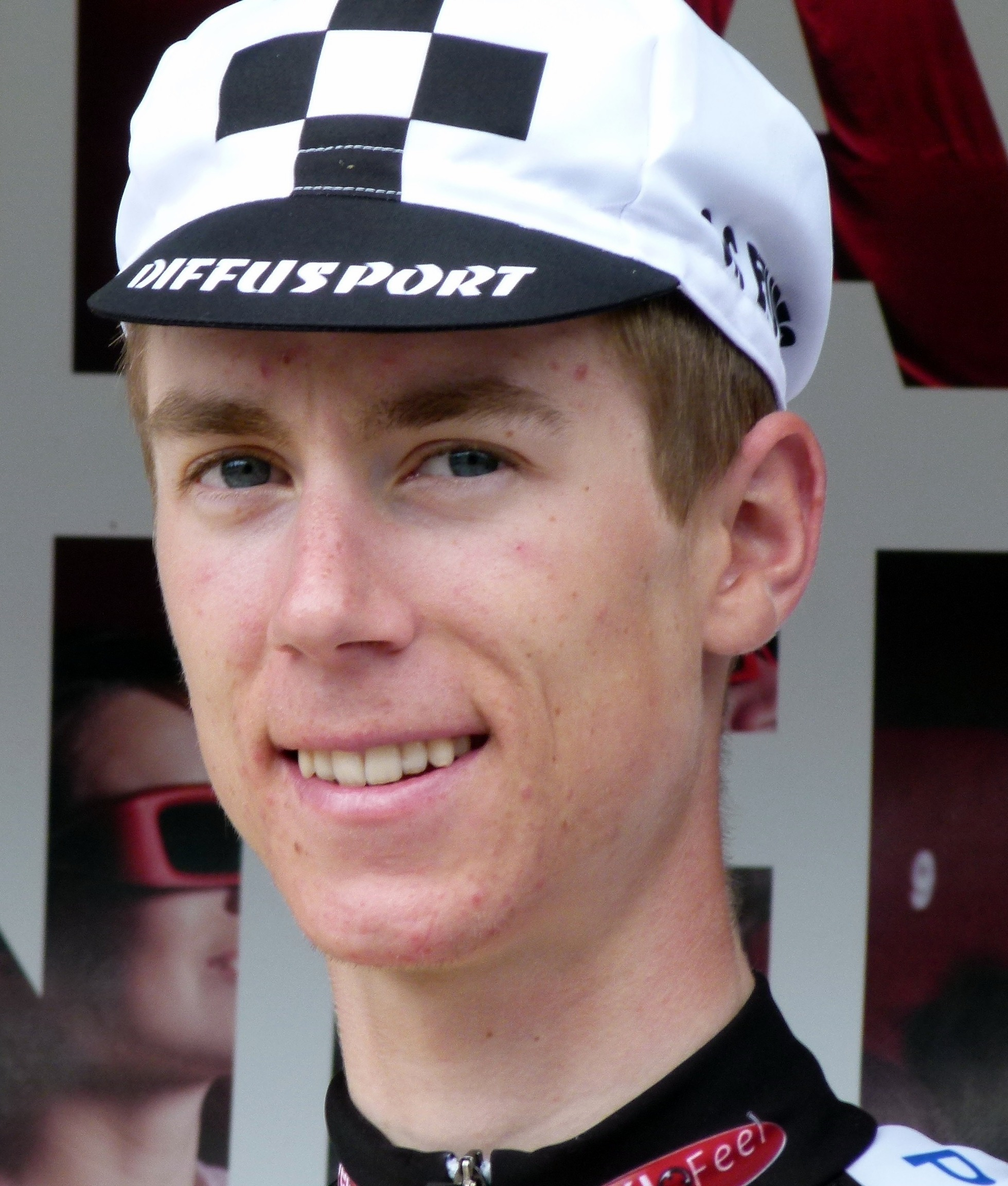
Jérémy Maison en 2015.
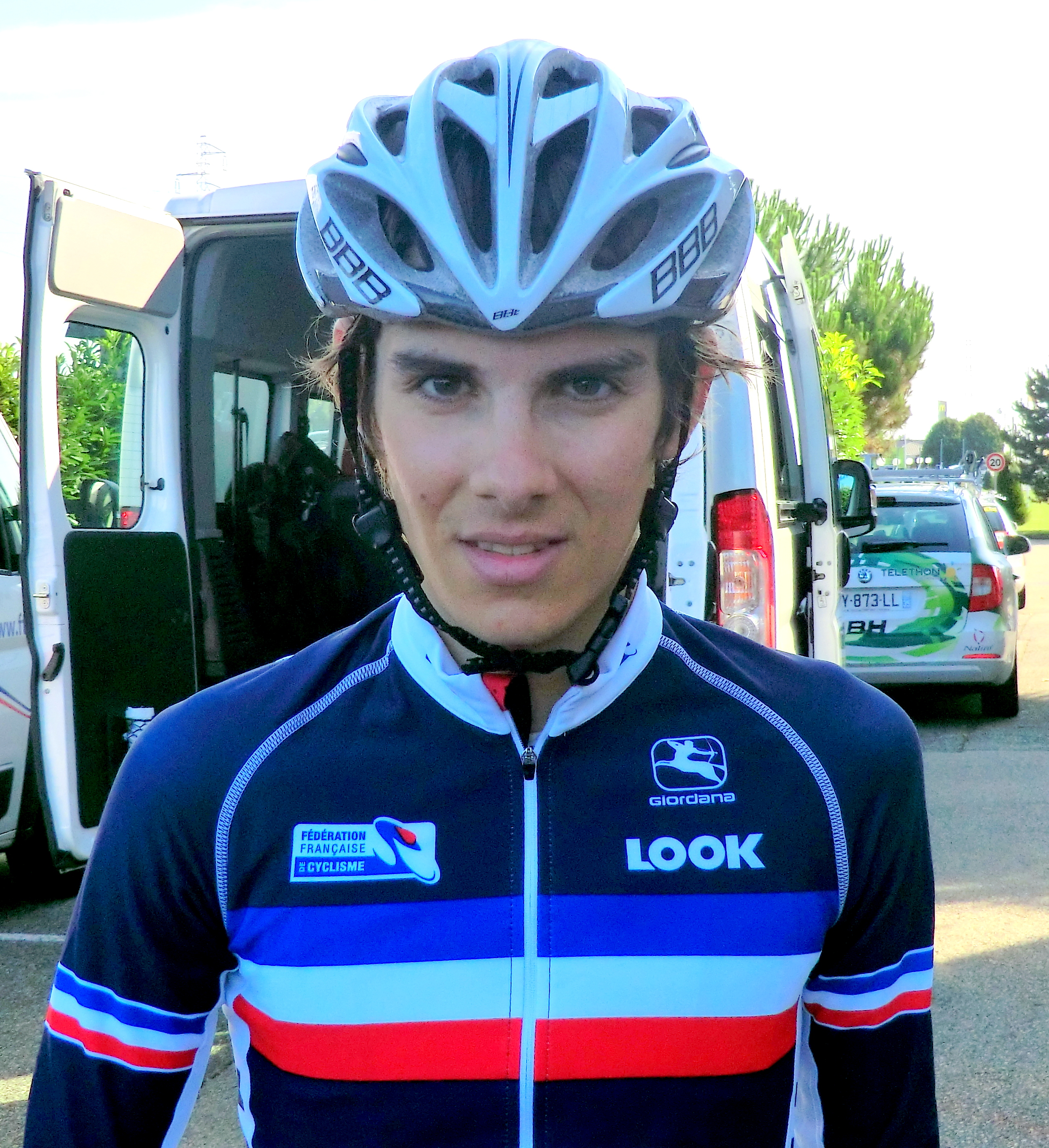
Guillaume Martin en 2013.
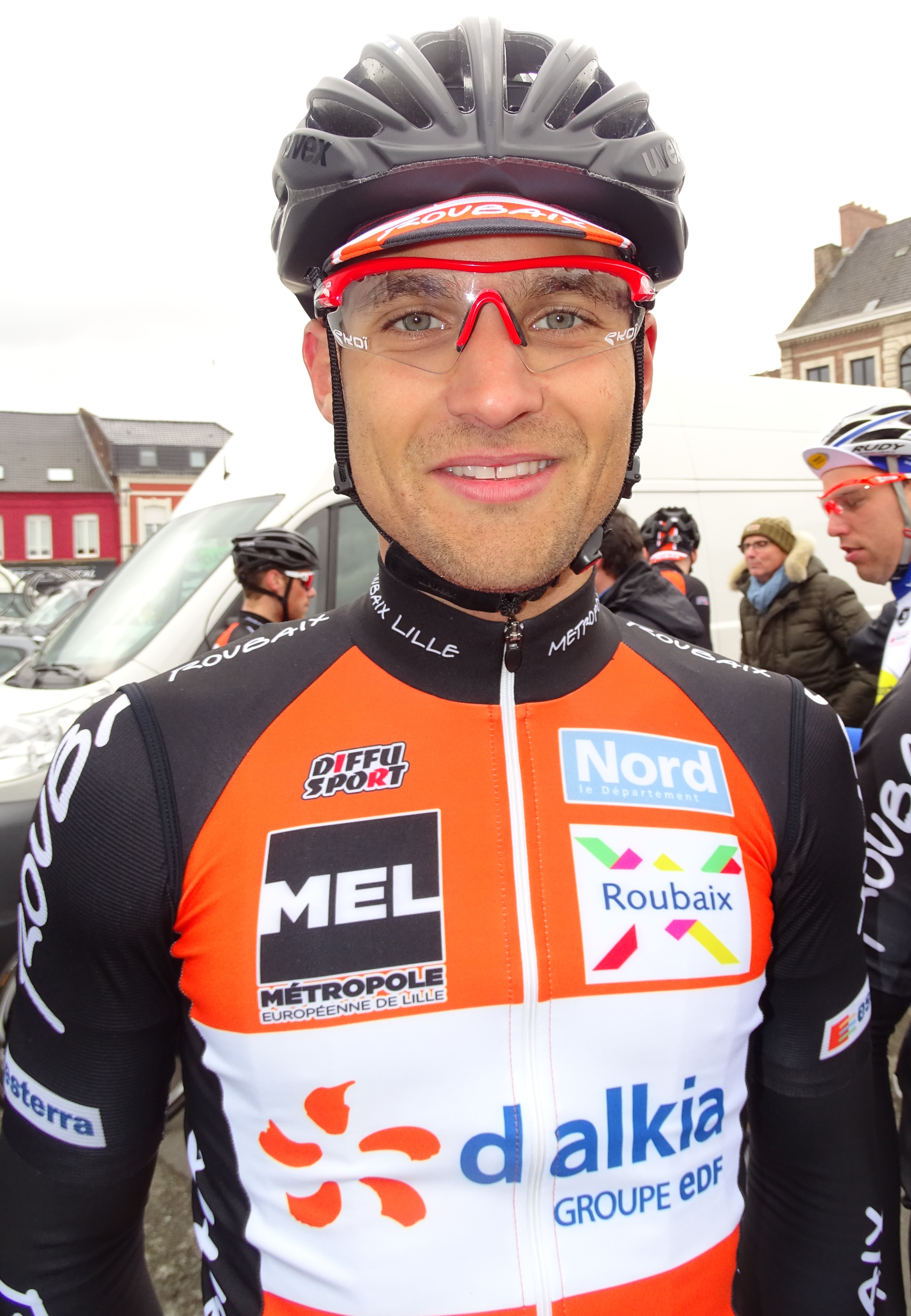
Florent Pereira en 2016.
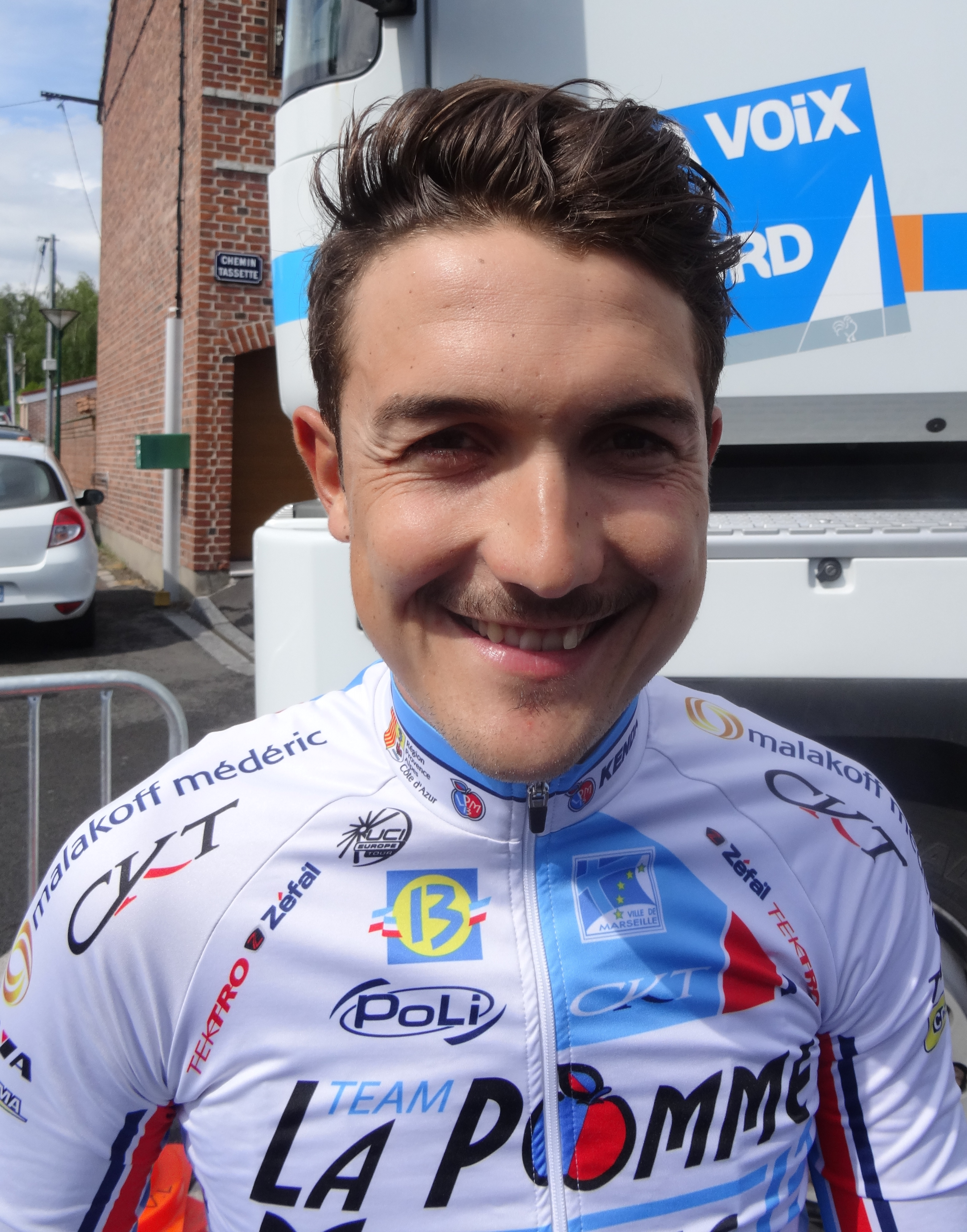
Thomas Rostollan en 2014.
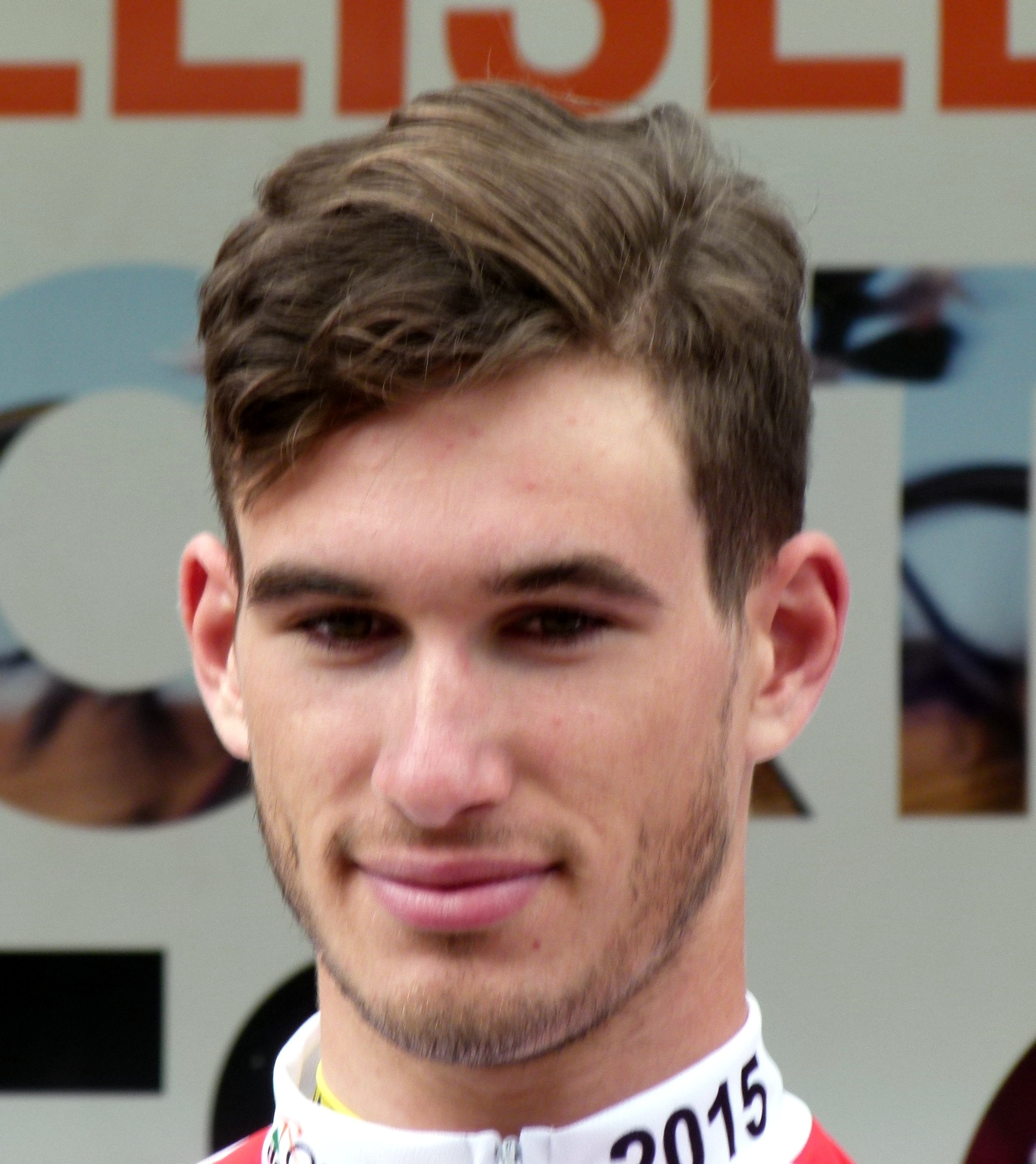
Paul Sauvage en 2014.
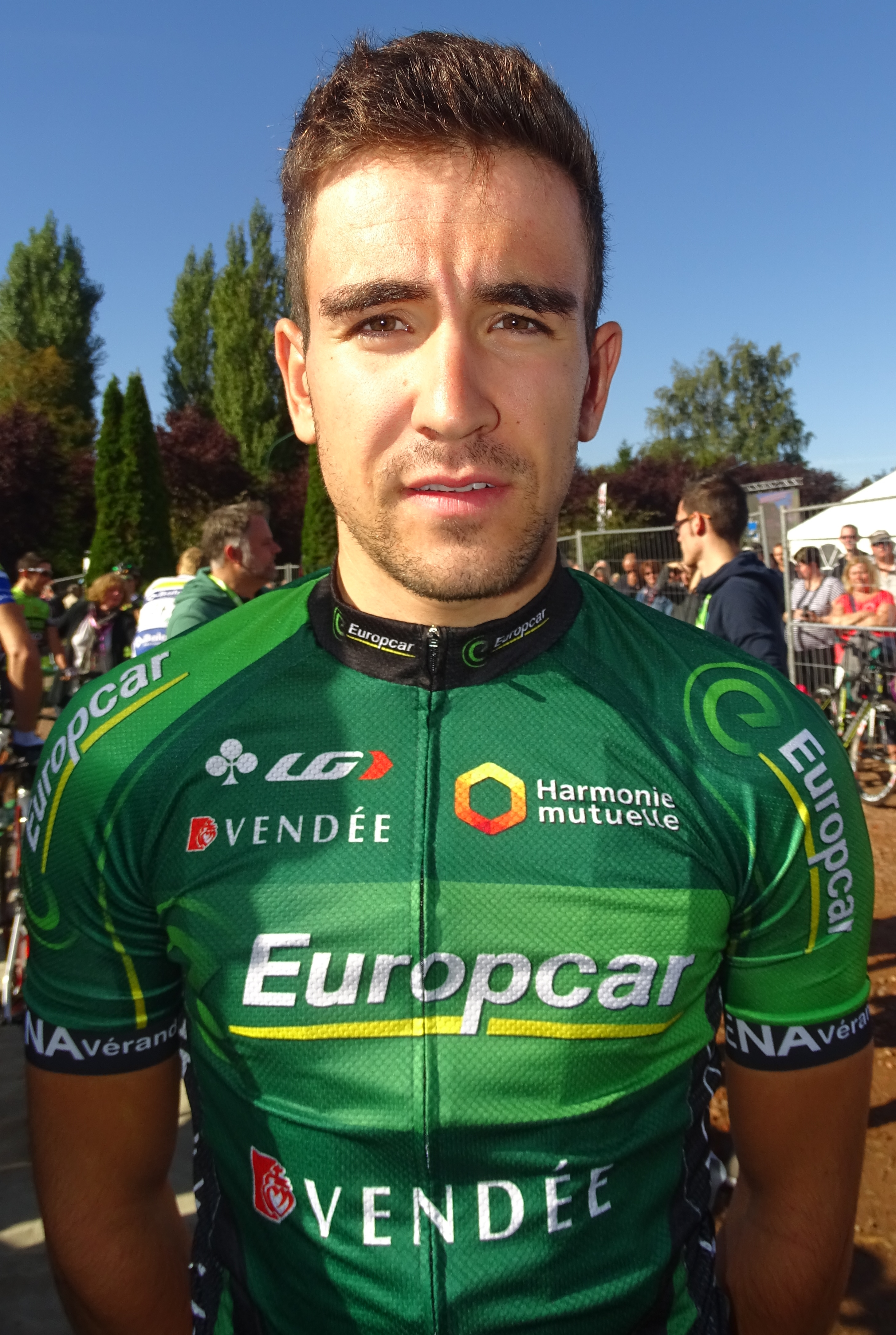
Simon Sellier en 2015.
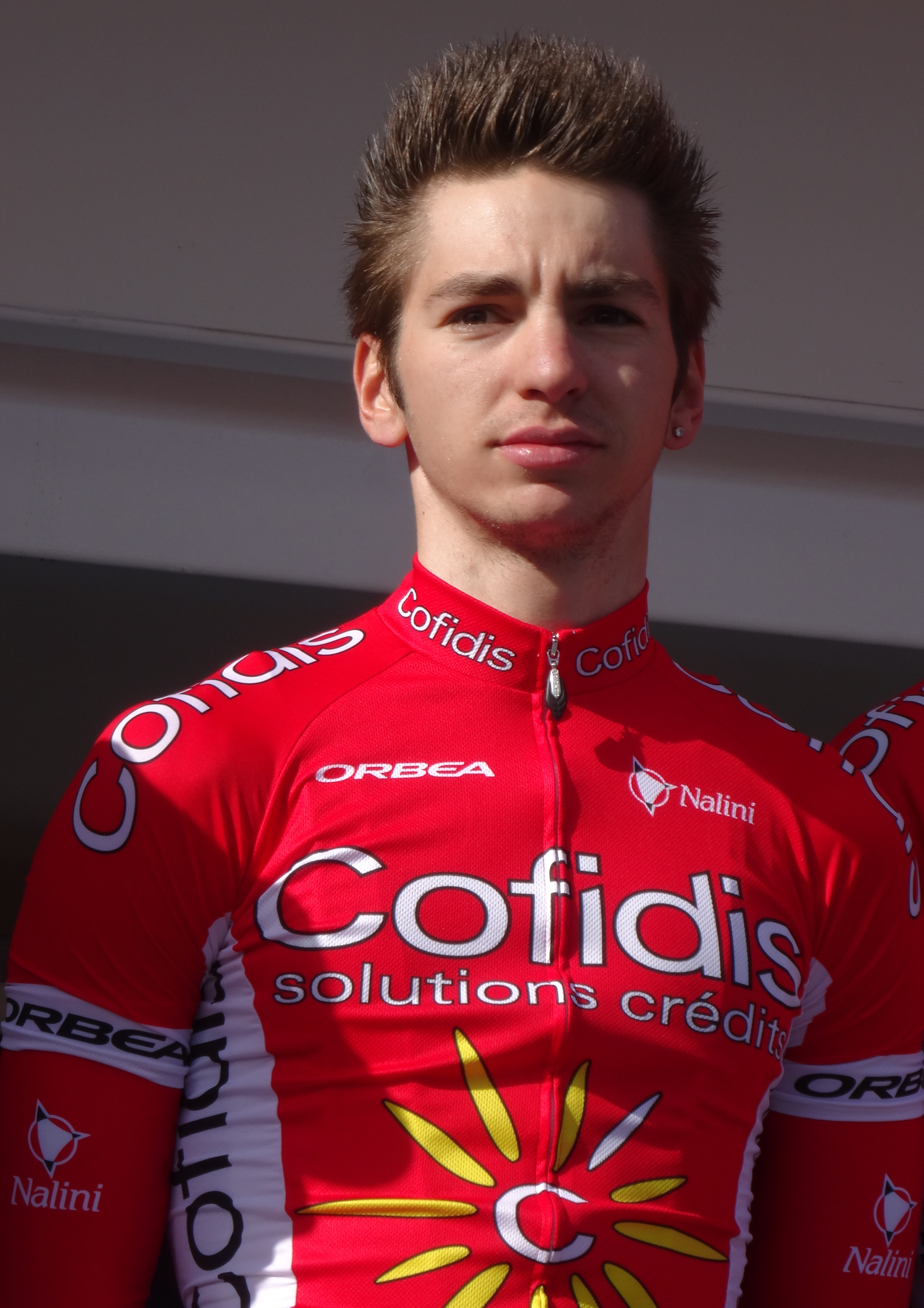
Anthony Turgis en 2015.
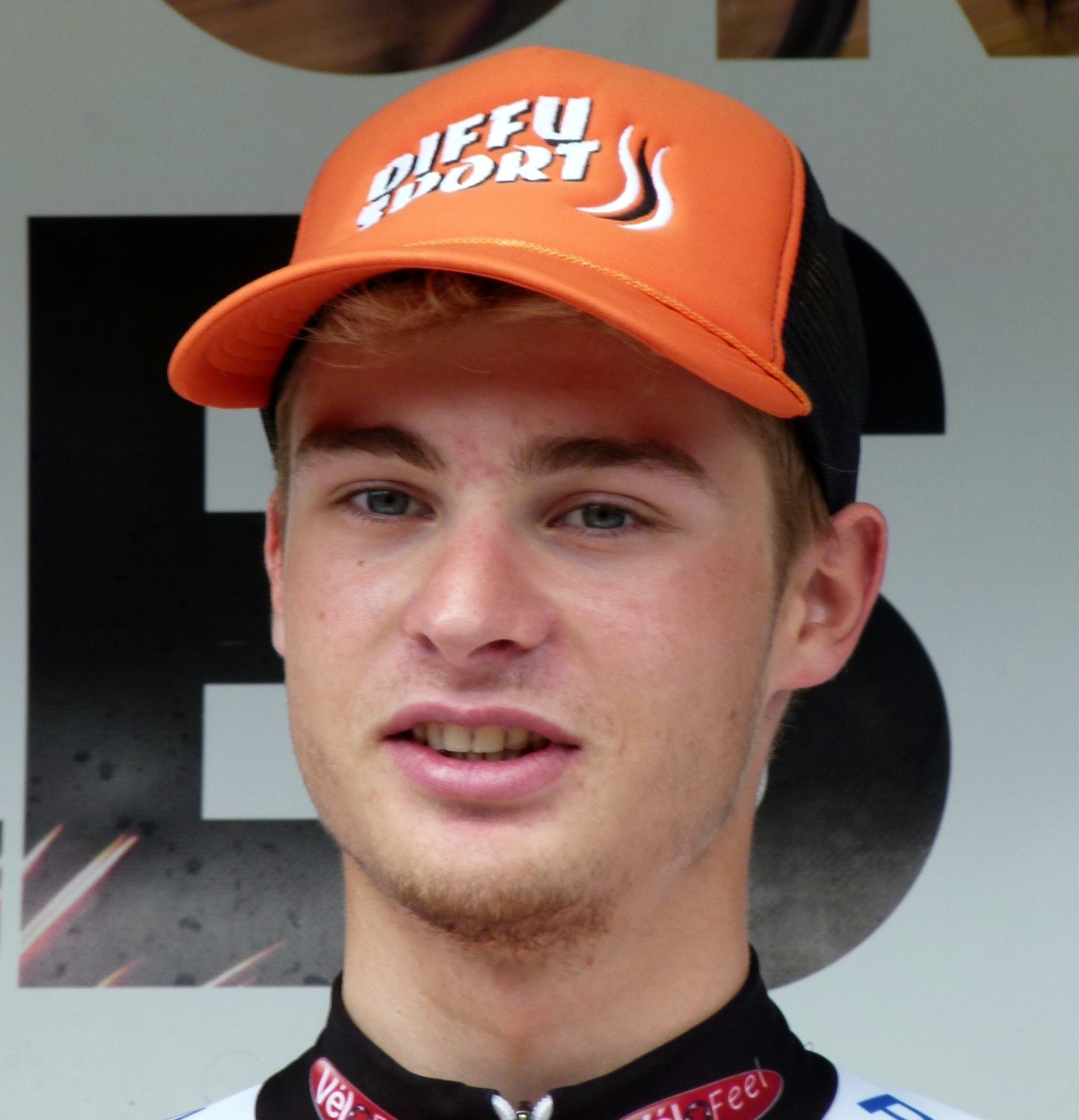
Léo Vincent en 2015.

## Bilan de la saison

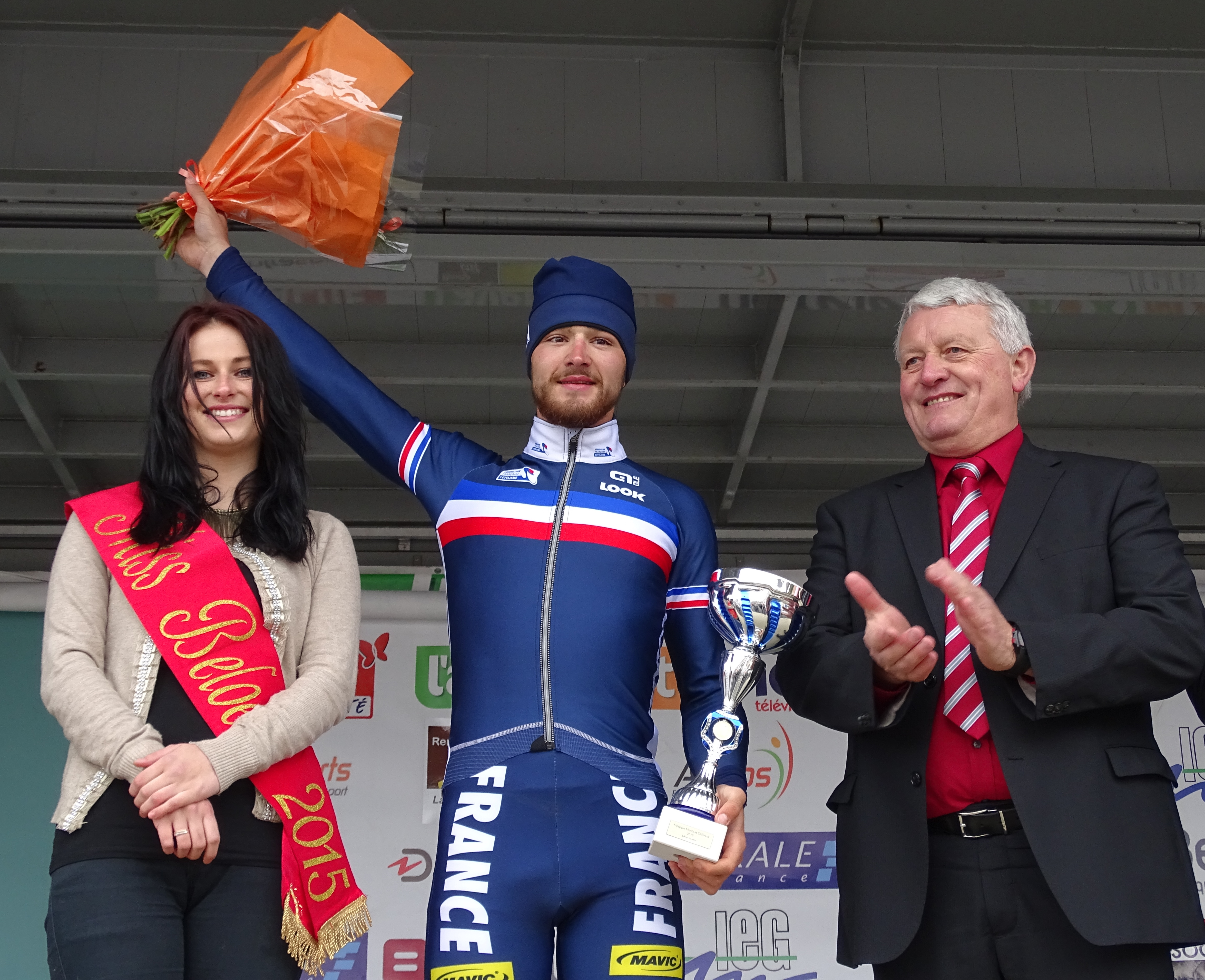
Marc Fournier vainqueur de la 1re étape du Triptyque des Monts et Châteaux 2015.

### Victoires
| Date       | Course                                       | Pays       | Classe | Vainqueur        |
| ---------- | -------------------------------------------- | ---------- | ------ | ---------------- |
| 03/04/2015 | 1re étape du Triptyque des Monts et Châteaux | Belgique   | 2.2    | Marc Fournier    |
| 21/06/2015 | 5e étape du Tour des Pays de Savoie          | France     | 2.2    | Léo Vincent      |
| 27/08/2015 | 5e étape du Tour de l'Avenir                 | France     | 2.Ncup | Guillaume Martin |
| 28/08/2015 | 6e étape du Tour de l'Avenir                 | France     | 2.Ncup | Élie Gesbert     |
| 25/09/2015 | Championnat du monde sur route espoirs       | États-Unis | CM     | Kévin Ledanois   |

### Avenir 2016 des sélectionnés
Plusieurs cas de figure sont établis pour les coureurs sur leur prochaine saison avec entre parenthèses leur future formation :
- Deux coureurs déjà présents dans une équipe continentale professionnelle et qui y restent en 2016 : Kévin Ledanois (Fortuneo-Vital Concept) et Anthony Turgis (Cofidis).
- Trois coureurs de clubs qui ont été stagiaire dans une WorldTeam ou équipe continentale professionnelle et qui y signent en 2016 : Franck Bonnamour (Fortuneo-Vital Concept), Marc Fournier (FDJ) et Hugo Hofstetter (Cofidis).
- Un coureur de club qui a été stagiaire dans une WorldTeam et qui signe dans une équipe continentale en 2016 : Florent Pereira stagiaire chez AG2R La Mondiale (Roubaix Métropole européenne de Lille).
- Six coureurs de clubs qui signent dans une WorldTeam, équipe continentale professionnelle ou équipe continentale en 2016 : Rémi Cavagna (Klein Constantia), Thibault Ferasse (Armée de Terre), Fabien Grellier (Direct Énergie), Jérémy Maison (FDJ), Guillaume Martin (Wanty-Groupe Gobert) et Thomas Rostollan (Armée de Terre).
- Quatre coureurs de clubs qui ont été stagiaire dans une équipe continentale professionnelle ou équipe continentale et qui restent dans leurs clubs en 2016 : Romain Barroso stagiaire chez Wanty-Groupe Gobert (Guidon chalettois), Simon Sellier stagiaire chez Europcar (Vendée U), Yoän Vérardo stagiaire chez Marseille 13 KTM (GSC Blagnac Vélo Sport 31) et Léo Vincent stagiaire chez Roubaix Lille Métropole (CC Étupes).
- Un coureur de club qui a été stagiaire dans une WorldTeam et qui change de club en 2016 : Élie Gesbert stagiaire chez FDJ (VC Pays de Loudéac[131] mais qui a un contrat professionnel chez Fortuneo-Vital Concept en août 2016 déjà signé[131]).
- Douze coureurs de clubs qui restent dans leurs clubs en 2016 : Benoît Cosnefroy (Chambéry CF), Jérémy Defaye (SCO Dijon), David Gaudu (Côtes d'Armor-Marie Morin), Dylan Kowalski (VC Rouen 76), Édouard Lauber (CC Étupes), Mathias Le Turnier (Océane Top 16), Jérémy Lecroq (CC Nogent-sur-Oise), Adrien Legros (Sojasun espoir-ACNC), Clément Mary (Sojasun espoir-ACNC), Lucas Papillon (CR4C Roanne), Nans Peters (Chambéry CF) et Paul Sauvage (CR4C Roanne).
- Un coureur de club qui arrête en 2016 : Thibault Nuns (arrêt).

Ce tableau reprend tous les coureurs ayant participé à au moins une course sous le maillot de l'équipe de France espoirs ou celui de l'équipe de France amateurs en y ajoutant son équipe de 2015, son équipe de stage de 2015, son équipe pour la saison suivante ainsi que le statut de cette dernière.
| Coureur            | Équipe 2015                  | Stage 2015                   | Équipe 2016                           | Statut d'équipe 2016                |
| ------------------ | ---------------------------- | ---------------------------- | ------------------------------------- | ----------------------------------- |
| Romain Barroso     | Guidon chalettois            | Wanty-Groupe Gobert          | Guidon chalettois                     | équipe de club                      |
| Franck Bonnamour   | BIC 2000                     | Bretagne-Séché Environnement | Fortuneo-Vital Concept                | équipe continentale professionnelle |
| Rémi Cavagna       | Pro Immo Nicolas Roux        | ❌                           | Klein Constantia                      | équipe continentale                 |
| Benoît Cosnefroy   | Chambéry CF                  | ❌                           | Chambéry CF                           | équipe de club                      |
| Jérémy Defaye      | SCO Dijon                    | ❌                           | SCO Dijon                             | équipe de club                      |
| Thibault Ferasse   | UC Nantes Atlantique         | ❌                           | Armée de Terre                        | équipe continentale                 |
| Marc Fournier      | CC Nogent-sur-Oise           | FDJ                          | FDJ                                   | WorldTeam                           |
| David Gaudu        | Côtes d'Armor-Marie Morin    | ❌                           | Côtes d'Armor-Marie Morin             | équipe de club                      |
| Élie Gesbert       | Pays de Dinan                | FDJ                          | VC Pays de Loudéac                    | équipe de club                      |
| Fabien Grellier    | Vendée U                     | ❌                           | Direct Énergie                        | équipe continentale professionnelle |
| Hugo Hofstetter    | CC Étupes                    | Cofidis                      | Cofidis                               | équipe continentale professionnelle |
| Dylan Kowalski     | VC Rouen 76                  | ❌                           | VC Rouen 76                           | équipe de club                      |
| Édouard Lauber     | CC Étupes                    | ❌                           | CC Étupes                             | équipe de club                      |
| Mathias Le Turnier | Océane Top 16                | ❌                           | Océane Top 16                         | équipe de club                      |
| Jérémy Lecroq      | CC Nogent-sur-Oise           | ❌                           | CC Nogent-sur-Oise                    | équipe de club                      |
| Kévin Ledanois     | Bretagne-Séché Environnement | ❌                           | Fortuneo-Vital Concept                | équipe continentale professionnelle |
| Adrien Legros      | Sojasun espoir-ACNC          | ❌                           | Sojasun espoir-ACNC                   | équipe de club                      |
| Jérémy Maison      | CC Étupes                    | ❌                           | FDJ                                   | WorldTeam                           |
| Guillaume Martin   | CC Étupes                    | ❌                           | Wanty-Groupe Gobert                   | équipe continentale professionnelle |
| Clément Mary       | Sojasun espoir-ACNC          | ❌                           | Sojasun espoir-ACNC                   | équipe de club                      |
| Thibault Nuns      | Océane Top 16                | ❌                           | arrêt                                 | ❌                                  |
| Lucas Papillon     | CR4C Roanne                  | ❌                           | CR4C Roanne                           | équipe de club                      |
| Florent Pereira    | Pro Immo Nicolas Roux        | AG2R La Mondiale             | Roubaix Métropole européenne de Lille | équipe continentale                 |
| Nans Peters        | Chambéry CF                  | ❌                           | Chambéry CF                           | équipe de club                      |
| Thomas Rostollan   | AVC Aix-en-Provence          | ❌                           | Armée de Terre                        | équipe continentale                 |
| Paul Sauvage       | CR4C Roanne                  | ❌                           | CR4C Roanne                           | équipe de club                      |
| Simon Sellier      | Vendée U                     | Europcar                     | Vendée U                              | équipe de club                      |
| Anthony Turgis     | Cofidis                      | ❌                           | Cofidis                               | équipe continentale professionnelle |
| Yoän Vérardo       | GSC Blagnac Vélo Sport 31    | Marseille 13 KTM             | GSC Blagnac Vélo Sport 31             | équipe de club                      |
| Léo Vincent        | CC Étupes                    | Roubaix Lille Métropole      | CC Étupes                             | équipe de club                      |